# Schneckenhorn
Schneckenhorn, auch Schneckentrompete (Sanskrit śaṅkha, Hindi śaṅkh, tibetisch dung dkar, japanisch 陣貝, jinkai, oder 法螺貝, horagai), ist eine aus dem Schneckenhaus einer großen Meeresschnecke gefertigte Naturtrompete, die seit der Jungsteinzeit für religiöse Rituale, als Signalinstrument vom Militär und von Fischern und seltener in der Musik verwendet wird. Die Bezeichnungen Muschelhorn oder Muscheltrompete sind irreführend, da es sich bei keiner Art zoologisch um Muscheln handelt. Instrumentenkundlich ist es ein Blechblasinstrument, da sein Ton mit den vibrierenden Lippen gebildet wird, vielleicht das älteste. Schneckenhörner werden längs oder quer geblasen, manche besitzen ein Mundstück aus Metall oder Holz und sind mit Gravuren oder Metallfassungen dekoriert.
In vielen Regionen weltweit werden Schneckentrompeten magische Fähigkeiten zugesprochen, sie sollen Gewitter abhalten oder Krankheiten heilen. Sie sind ein Symbol des Meeres, des Regens und der Fruchtbarkeit. Manche besitzen Löcher in der Mitte, um die Tonhöhe zu verändern, oder ein Loch am Rand, um für den Transport eine Schnur durchzuschlaufen.
Der griechischen Meeresgott Triton wird ein Tritonshorn blasend dargestellt. Das bei religiösen Ritualen in Indien verwendete und als heilig angesehene shankh ist das Attribut Vishnus. Es gelangte mit dem indischen Kulturexport im 1. Jahrtausend nach Tibet (dung kar), nach Ostasien (horagai in Japan) und Südostasien (sang in Thailand). In den präkolumbischen Kulturen Mesoamerikas war die Schneckentrompete ein wesentliches Ritualinstrument der Priester. Die Priester der peruanischen Chavín-Kultur im 1. Jahrtausend v. Chr. erlangten mit dem heiligen Blasinstrument (Quechua pututu) Macht über das Wasser.

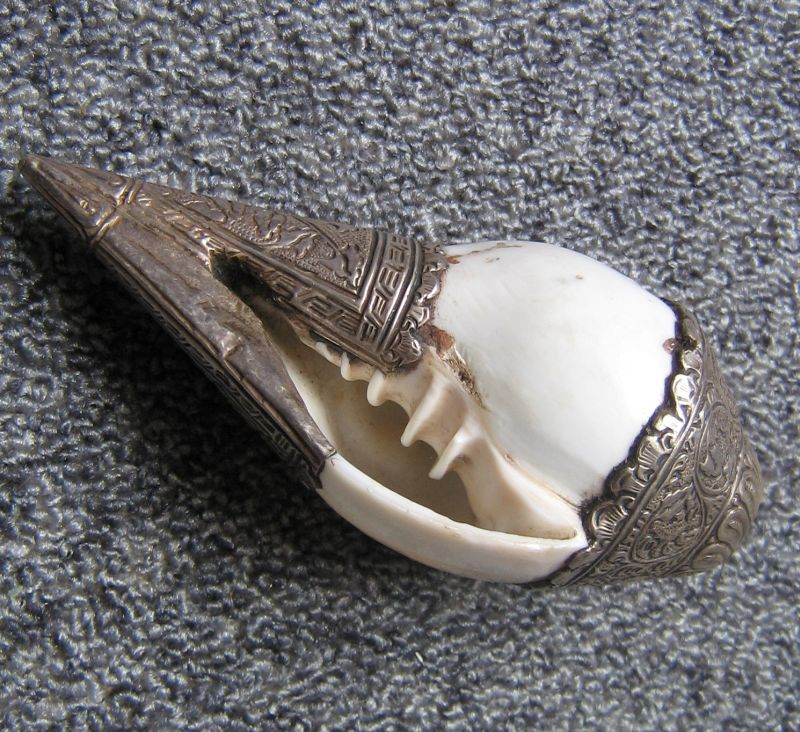
Tibetisches Schneckenhorn dung kar

## Form und Verbreitung

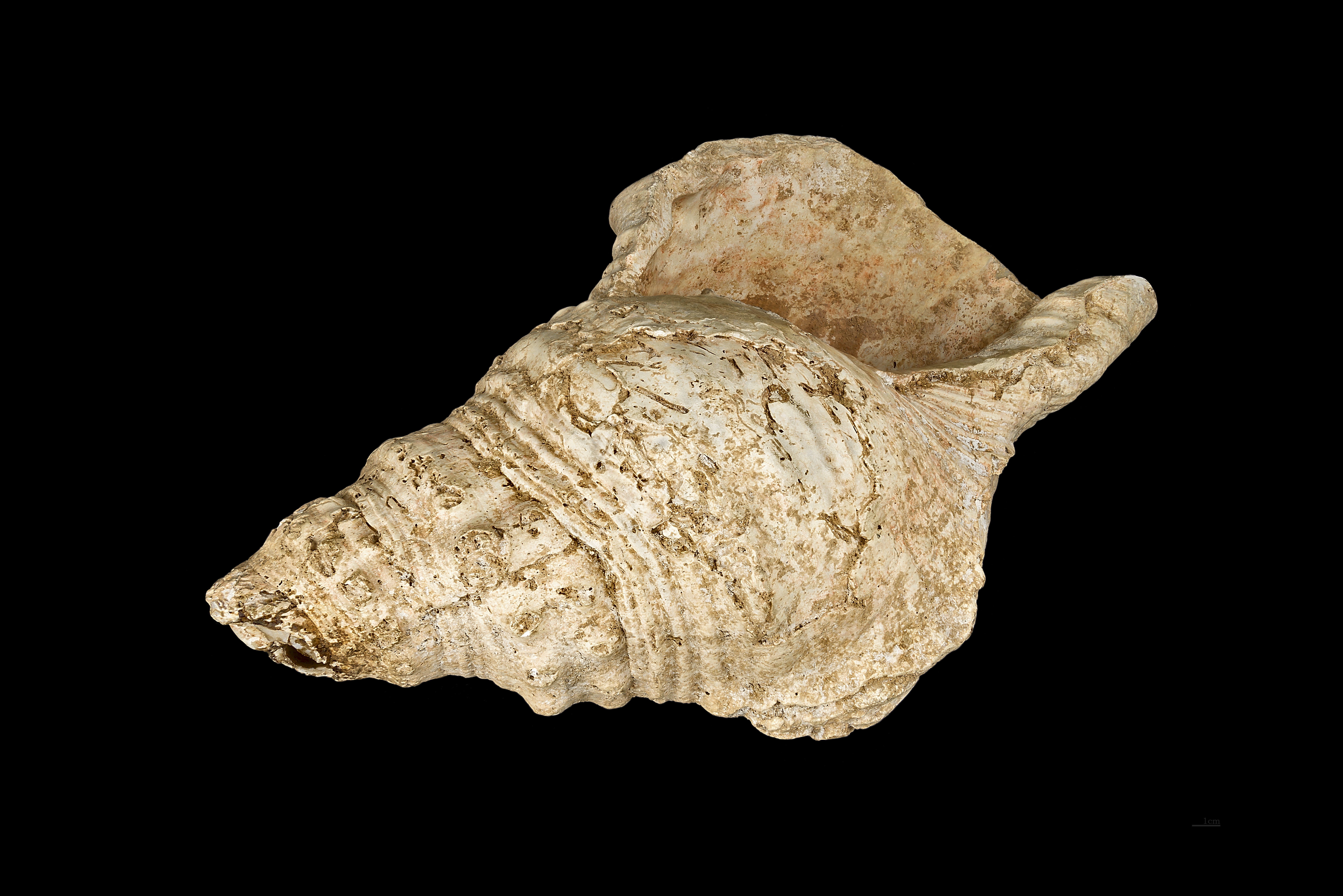
Tritonschnecke aus der Höhle von Marsoulas

Die indischen Schneckenhörner (shankh) werden aus dem Gehäuse einer Echten Birnschnecke (Turbinella pyrum, synonym Xancus pyrum) gefertigt; als Anblasöffnung wird bei den am weitesten verbreiteten, längs geblasenen Schneckenhörnern wie dem shankh die Spitze abgetrennt. Bei manchen Instrumenten ist zur Verlängerung ein Mundstück angesetzt. Dieser mutmaßlich ältere Typ war vom Mittelmeer über Tibet, Indien, den Malaiischen Archipel, Japan, Fidschi, Neuseeland und in Mittelamerika (atecocoli) verbreitet.
Bei quer geblasenen Schneckenhörnern ist seitlich ein Anblasloch eingebohrt. Auch diese Instrumente besitzen manchmal ein anmodelliertes Mundstück. Es gab sie in Teilen von Ostafrika – entsprechend den dortigen quer geblasenen Elfenbeintrompeten, auf Madagaskar, im Malaiischen Archipel, in Mikronesien und Polynesien. Abgesehen von einigen Ausnahmen erstreckt sich die Verbreitungsregion der als Blasinstrumente verwendeten Meeresschnecken ungefähr um den Äquator zwischen dem 35. nördlichen und dem 35. südlichen Breitengrad, teilweise – wie etwa in Tibet – auch weit von ihrem natürlichen Lebensraum im Meer entfernt.
Außer der Echten Birnschnecke (Turbinella pyrum) dienen unter anderem Turbinella rapa; das Tritonshorn (Charonica tritonis) und weitere Tritonschnecken in tropischen Meeren, die Gehörnte Helmschnecke (Cassis cornuta), die Königshelmschnecke (Cassis tuberosa), einige Arten der Gattung Cymatium, die Art Titanostrombus galeatus im östlichen Pazifik und die Große Fechterschnecke (Eustrombus gigas) in der Karibik als Blasinstrumente. Cassis-Arten können wegen ihrer kurzen Gehäuse nur längs geblasen werden. In den meisten Fällen produzieren sie nur einen Ton (den Grundton), manchmal lassen sich durch Überblasen weitere Töne erzeugen. Wird das Schneckenhorn durch ein Loch am spitzen Ende angeblasen, durchströmt die Blasluft mehrere – bei einem Tritonshorn viereinhalb – Umgänge im Innern, bis sie am Öffnungstrichter austritt. Die akustische Länge kann daher gegenüber der Länge des Gehäuses etwa verdoppelt sein. Mit sehr großen Schneckenhörnern, die akustisch wie eine gerade Metall- oder Holztrompete reagieren, lassen sich drei bis vier Obertöne erzeugen.
Schneckenhörner gehören neben anderen vorgefundenen tierischen oder pflanzlichen Naturmaterialien wie Tierhörnern, Röhrenknochen, Bambusröhren oder Kalebassen zu den einfachsten und ältesten Trompeteninstrumenten, bei denen Töne nach dem Prinzip einer Polsterpfeife durch Vibration der Lippen erzeugt werden. Das Schneckenhaus benötigt lediglich ein kleines Anblasloch, dann fungiert die innere Spirale als konische Röhre und die natürliche große Öffnung als Schallbecher. Mutmaßlich noch älter als die Tonerzeugung mit den Lippen ist die Verwendung des Schneckenhorns als Stimmverzerrer. Die gesprochene oder gesungene Stimme durch ein Hilfsmittel unkenntlich machen ist ein Handlungselement des Zeremonienmeisters bei magischen Praktiken.
Aufgrund der im Unterschied zu Flöten begrenzten tonalen Möglichkeiten wurden solche Naturtrompeten überwiegend für Signale bei der Jagd und wie etwa das Widderhorn schofar bei magischen Ritualen zur Begleitung von Tänzen und Prozessionen eingesetzt; bei den aus dem Wasser geborgenen Schneckenhörnern ist die Verwendung bei Regenmacherzeremonien naheliegend. Von vorgefundenen tierischen oder pflanzlichen Materialien gefertigte Trompeteninstrumente wurden später die Formen für aus Holz oder Metall gefertigte Naturtrompeten übernommen, die denselben magisch-religiösen Zwecken dienten. Aus Jagdhörnern wurden Militärtrompeten und Repräsentationsinstrumente eines Herrschers.

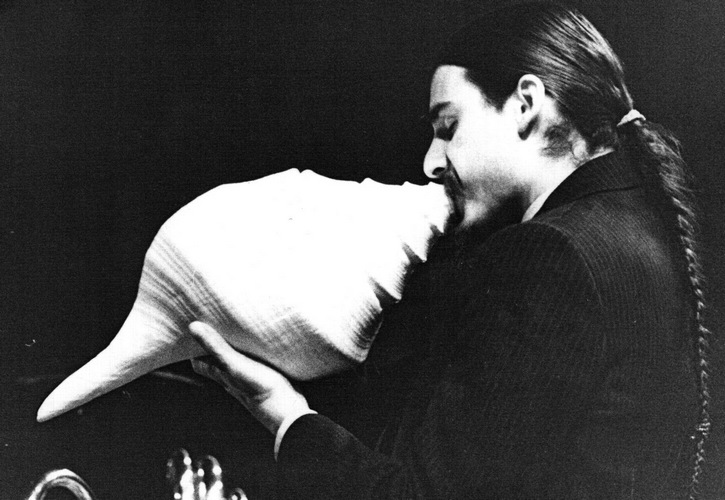
Jazzmusiker Steve Turre 1976

Der älteste, als Schneckenhorn interpretierte Fundobjekt wurde 1931 am Fuß der französischen Pyrenäen in der Höhle von Marsoulas entdeckt. Das große Gehäuse einer Knotentragenden Tritonschnecke (Charonia lampas) misst 31 × 18 × 18 Zentimeter. Es stammt aus der Zeit des Magdalénien und wird auf ein Alter von rund 18.000 Jahren (cal BP) datiert. Zur Zeit dieses bislang einzigartigen Fundes waren in Europa bereits Knochenflöten mit Fingerlöchern bekannt. Die Funde aus der Höhle von Marsoulas werden im Museum von Toulouse ausgestellt. Nach Expertenansicht wurden in der Höhle Klänge produziert, denn zu den Fundobjekten gehören auch Schwirrgeräte, außerdem könnten die Stalaktiten als Litophone angeschlagen worden sein.
Die Höhle von Marsoulas liegt gut 200 Kilometer zu Fuß von der nächstgelegenen Mittelmeerküste entfernt. Ein so langer Transportweg spricht für die Bedeutung, die diese Tritonschnecke bei den Aktivitäten in der Höhle gehabt haben muss. Neben Charonia lampas lebt die Atlantische Tritonschnecke (Charonia variegata) auch im Mittelmeer. Abgesehen vom singulären Fund von Marsoulas wurden Charonia-Arten Funden in Italien, Malta und Frankreich zufolge spätestens seit der Jungsteinzeit (um 6000 v. Chr.) im Mittelmeerraum von Menschen gebraucht, entweder als Blasinstrument, als Schrapinstrument oder wie ein Mirliton als Stimmenverzerrer. Weiter vom Meer entfernt gelegene Fundorte von Charonia lampas aus der Kupfersteinzeit gehören zur Badener Kultur (3500–2800 v. Chr., in Békásmegyer und bei Keszthely).
Auf die rituelle Bedeutung von Schneckenhörnern seit vorgeschichtlicher Zeit verweisen die häufigen Nachbildungen aus Ton, die nicht nur die äußere Form, sondern auch die Windungen im Innern genau wiedergeben, sodass selbst diese tönernen Schneckenhörner geblasen werden konnten. Ton-Nachbildungen sind etwa aus dem antiken Griechenland, Indien, der Tang- und Song-Dynastie in China (7. bis 13. Jahrhundert) und der Moche-Kultur in Peru (1. bis 8. Jahrhundert) überliefert. Ihre Wertschätzung war teilweise so hoch, dass sie sich unter den Grabbeigaben fanden. So wurde ein Ton-Schneckenhorn nach dem Vorbild einer Charonia variegata im Gräberrund A der altgriechischen Stadt Mykene aus dem 16. Jahrhundert v. Chr. gefunden. Das restaurierte Objekt misst 21 × 10 Zentimeter und befindet sich im Archäologischen Nationalmuseum in Athen.
Heute wird das Schneckenhorn gelegentlich im Jazz oder in der Weltmusik verwendet, wo es einen ähnlichen Platz als exotischer Klangerzeuger einnimmt wie etwa das Didgeridoo.

## Europa

### Mittelmeerraum
Schneckenhörner sind in der Levante seit dem 3. Jahrtausend v. Chr. bekannt, mehrheitlich wurden sie in Küstennähe bei den Philistern und Phöniziern gefunden. Weit entfernt vom Meer wurde ein um 700 v. Chr. datiertes Schneckenhorn in der assyrischen Hauptstadt Ninive entdeckt, wo es offenbar für Kulthandlungen diente.
Jungsteinzeitliche Schneckenhörner in Italien stammen fast ausschließlich aus Bestattungsorten, an denen auch menschliche Knochenreste gefunden wurden, und in den meisten Fällen aus Höhlen. Daraus wird auf eine Verwendung der Schneckenhörner bei kultischen Ritualen in der Jungsteinzeit in Italien geschlossen. Robis Skeates (1991) hält es für wahrscheinlich, dass die italienischen Schneckenhörner, von denen der älteste Fund in das späte 6. Jahrtausend v. Chr. datiert wird, von der Küste Liguriens stammen. Möglicherweise gelangten Schneckenhörner von dort in Italien südwärts und nach Norden über die Alpen. Ein Austausch zwischen Italien und der Badener-Kultur in Ungarn ist spekulativ.
Seit der Antike gelten Schneckenhörner, die naturgemäß zur Sphäre des Meeres gehören, als magische Symbole, die bei Ritualen benötigt werden. Daran orientiert sich auch die biologische Nomenklatur. Der frühere Gattungsname Triton, der heute noch im Trivialnamen Tritonshorn enthalten ist, geht auf den griechischen Meeresgott Triton zurück, der wiederum häufig ein Tritonshorn blasend abgebildet wird. Die laute Stimme des aus dem Wasser stammenden Tieres galt in der griechischen Mythologie und nachfolgend bei den Römern als machtvolles Zeichen. Triton, gemäß dem Dichter Hesiod (um 700 v. Chr.) ein Gott am Meeresgrund, der im goldenen Palast seiner schönen Mutter Amphitrite und seines Vaters Poseidon wohnt, wird als schreckenerregend und mit seinem Schneckenhorn als Frauenverführer beschrieben. Auf Darstellungen erscheinen neben den Tritonen mit fischartigem Unterkörper gelegentlich auch Tritoninnen, die sich aber meist wie Nereiden verhalten und mit den Tritonen durch die Meere schwimmen.
In den Metamorphosen des römischen Dichters Ovid hat (in Buch 1, Verse 313–415) die Sintflut alles Land mit Wasser bedeckt, aus dem nur noch der Gipfel des Parnass herausragt. Dort blieben als einziges Menschenpaar Deukalion und Pyrrha am Leben. In dieser Situation bat der römische Meeresgott Neptun den Triton, aus der Tiefe des Meeres aufzusteigen und die Wassermassen mit seinem Schneckenhorn zurückzurufen. Mit diesem machtvollen Signal, das bis in alle Weltgegenden zu hören war, wies Triton den Fluten an, sich zurückzuziehen, damit das Land wieder hervortreten konnte. Das Schneckenhorn wird als so mächtig geschildert, dass sein Ton das Schicksal der Menschen zu entscheiden vermag. Von seiner mit dem Meer und mit Göttern verbundenen magischen Rolle, die dem Schneckenhorn bei Seefahrern zukam, übertrug sich die rituelle Bedeutung auf andere Zusammenhänge. Die magische Schutzfunktion neben der Signalwirkung zeigt sich noch bei der Verwendung als Kriegstrompete in der Antike. Auf Latein nannte man das Schneckenhorn bucina marina („Horn/Trompete des Meeres“) nach dem Namen bucina, den die Römer allgemein für Naturtrompeten aus Metall verwendeten.
Der heutige Gattungsname Charonia anstelle von Triton ist nach dem mythologischen Fährmann Charon benannt, der die Toten in die Unterwelt übersetzte. Ob er während dieser Bootsfahrt ein Schneckenhorn blies, geht aus den Erzählungen nicht hervor. Dessen ungeachtet lässt Christoph Willibald Gluck in seiner Oper Alceste (1767) bei der Arie „Charon ruft dich“ zwei Hörner ertönen, die an Charons Schneckenhorn erinnern sollen. Eine Verbindung zwischen dem Horn und Charon oder allgemein dem Totenreich ergibt sich aus den Abbildungen auf einigen römischen Grabmonumenten. So ist auf dem Sarkophag der Nereiden im Vatikan-Museum in der Mitte ein Triton dargestellt, der ein Schneckenhorn bläst. Ein weiterer römischer Sarkophag, der sich früher in der Villa Ludovisi befand, zeigt in der Mitte zwei Tritone, die Schneckenhörner blasen, zwei Sirenen und zwei Löwen, die ein Reh reißen. Weitere Tritonfiguren mit Schneckenhörnern sind auf einer römischen Graburne in der Galleria Lapidaria (Antikenmuseen im Vatikan) dargestellt. Den deutlichsten Bezug zu Charon liefert ein Stuckrelief am Gewölbe der unterirdischen Basilika außerhalb der Porta Maggiore in Rom. Darauf ist die Jenseitsreise der Seele einer Frau in einem Boot zur Insel der Seligen zu sehen. Zu dieser Szene gehört ein Triton, der in ein Schneckenhorn bläst und zugleich ein Ruder in der Hand hält. Auch Charon hält ein Ruder, wenn er die Toten zur Fahrt in seinem Boot einlädt.
In den Trümmern der 79 n. Chr. verschütteten römischen Stadt Pompeji wurden 52 Schneckenhörner der Art Charonia lampas gefunden, neun weitere in Herculaneum und ein Exemplar im gleichfalls verschütteten Nachbarort Boscoreale. Nicht bei allen war die Spitze abgebrochen, aber ein großer Teil dürfte als Blasinstrument verwendet worden sein. Bei vier Hörnern ist die Anblasöffnung sorgfältig geglättet und zu zwei weiteren gehört ein Mundstück aus Bronze. Auf zwei Mosaiken aus Pompeji sind ebenfalls Schneckenhörner zu sehen. Bildete in der römischen Kunst das himmlische Gefolge um Triton eine zusammengehörige Einheit, die sich um den mächtigen Meeresgott scharte, so ging im Mittelalter diese Vorstellung verloren. Tritonen und Tritoninnen erschienen nun irgendwie verstreut, Schneckenhörner blasend, als Abbilder dämonischer Kräfte.

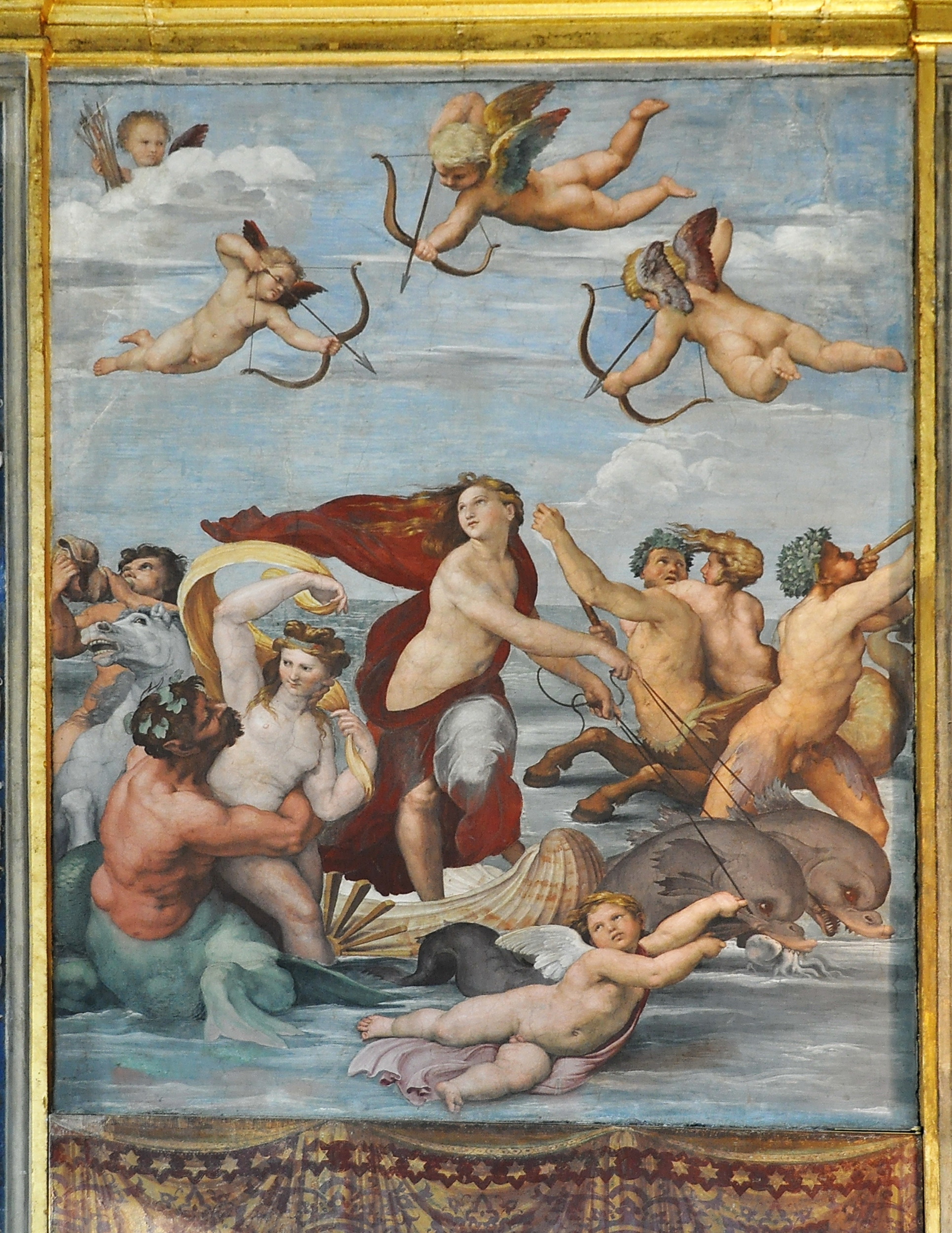
Triumph der Galatea, von Raffael 1512–1514 für die Villa Farnesina gemalt. Die Nymphe Galatea in einem Muschelboot, am linken Bildrand Triton mit einem Schneckenhorn.

In der Renaissance (15. und 16. Jahrhundert) wurden Motive aus der Antike wiederaufgegriffen. Das Fresko Triumph der Galatea, das Raffael 1512–14 malte, zeigt die Nymphe Galatea in einer Muschelschale als Boot auf dem Meer von Fabelwesen und Triton umgeben, der ein Schneckenhorn bläst. Vier Tritone, die Wasser aus jeweils zwei Schneckenhörnern speien, zieren den Fontana del Moro, einen nach einem Entwurf von Giacomo della Porta 1574 bis 1576 in Rom erbauten Brunnen. Schneckenhörner blasende Tritone kommen mehrfach im Werk des Bildhauers und Architekten Gian Lorenzo Bernini (1598–1680) vor, darunter in der Skulpturengruppe Neptun und Triton von 1620 (Neptun mit Dreizack), die sich im Victoria and Albert Museum in London befindet. Für Rom entwarf Bernini den Piazza Barberini mit dem 1642–1643 erbauten Tritonenbrunnen. Der auf den Köpfen von vier Delphinen hockende Triton bläst einen Wasserstrahl aus einem Horn nach oben.
In der christlichen Liturgie wurden Schneckenhörner in Italien bis Anfang des 20. Jahrhunderts verwendet, so etwa während der Karwoche in der Kathedrale von Genua und in Kirchen von Piemont. Der italienische Archäologe Angelo Mosso (1846–1910) teilt diese Beobachtung mit und schildert, wie er selbst in seiner Jugend an den Tagen der Karmette in der Kirche von Chieri ein Schneckenhorn blies, während mit Stöcken auf einen Tisch geschlagen wurde und der Chor Psalmen sang. Die rituelle Bedeutung überlebte bis zur Mitte des 20. Jahrhunderts auch beim jährlichen Festa di Piedigrotta in der Nähe von Neapel, das auf den rauschhaften antiken Bacchus-Kult zurückgeht. Dabei wurden neben Schneckenhörnern hölzerne Klappern und tönerne Reibtrommeln als lautstarke Klangerzeuger verwendet.
Im praktischen Gebrauch als Signalinstrument ist das Schneckenhorn mit dem sizilianischen Namen brogna bei Fischern in Sizilien und auf Lampedusa bekannt. Die Fischer bliesen es früher bei Gefahr oder bei Nebel auf See, um sich ihre Anwesenheit mitzuteilen. Manche sizilianischen Fischer führen auf ihren Fischkuttern aus alter Tradition noch heute ein brogna mit, ohne es zu verwenden. Das brogna (eine Charonia-Art) wurde stets längs geblasen, manche Instrumente besaßen ein Mundstück aus Metall. Während das brogna als Signalinstrument der sizilianischen Fischer in der zweiten Hälfte des 20. Jahrhunderts verschwand, wird es weiterhin am Jahresfest für Franz von Paola, dem Schutzheiligen der süditalienischen Fischer im Fischerdorf Scoglitti an Südküste Siziliens geblasen. Dabei wird die Figur des Heiligen in einer Prozession von der Kirche zum Hafen getragen, in ein Fischerboot gesetzt und einmal um die Bucht herum gefahren. Brogna wurden in Sizilien auch bei anderen kultisch-religiösen Anlässen wie Weihnachten, Neujahr und Karneval verwendet. In Sizilien und anderen Regionen in Italien signalisierten Schneckenhörner des Weiteren den Beginn der Erntezeit und hatten regional gewisse Signalfunktionen im ländlichen Bereich bis Anfang des 20. Jahrhunderts.
In Kalabrien heißt das Tritonshorn vrogna und in der mittelitalienischen Region Latium vorgna. Das namensverwandte bronja auf der Insel Malta war eine Charonia-Art mit gut 30 Zentimetern Länge, die ohne Mundstück am Ende angeblasen wurde. Mindestens seit dem 18. Jahrhundert war der Hauptverwendungszweck des bronja, an den sich die Maltesen besonders erinnern, mit der Landwirtschaft verbunden. Wenn der Besitzer einer Windmühle feststellte, dass die Zeit und der Wind günstig waren, um Getreide zu mahlen, so blies er vom Dach seiner Mühle in ein Tritonshorn und die Bauern brachten ihr Korn vorbei. Stand das Mehl fertig gemahlen zur Abholung bereit, so blies der Müller erneut. Eine der letzten Windmühlen, die noch in der ersten Hälfte des 20. Jahrhunderts derart betrieben wurde, war die Ta’-Kola-Windmühle. Die meisten maltesischen Windmühlen wurden unter Raphael Cotoner in der zweiten Hälfte des 17. Jahrhunderts gebaut und ähnlich alt könnte die Verwendung der Hörner für diesen Zweck sein.
Bootsleute der griechischen Inseln signalisierten früher mit dem bouroú genannten Schneckenhorn die Einfahrt in den Hafen und machten sich auf dem Meer bei Gefahr oder bei Nebel durch eine festgelegte Abfolge von Tönen bemerkbar. Bis ins 20. Jahrhundert wurde das bouroú auch auf Kreta und anderen Inseln von Postboten geblasen, die ihr Kommen anzeigten, und von Schäfern, um ihre Herde zusammenzuhalten. Das griechische Wort bouroú ist mit dem arabischen buri für Schneckenhorn und dem türkischen boru für eine gewundene Trompete (gegenüber der geraden Trompete nafīr) verwandt. Während an der nordafrikanischen Küste offenbar keine Schneckenhörner bekannt waren und beispielsweise fliegende Händler mit kleinen Trompeten (nafīr) auf sich aufmerksam machen, verwendeten wohl zumindest bis in die 1970er Jahre in der südtürkischen Provinz Mersin manche Fischer das dort kabuk genannte Schneckenhorn als Signalinstrument.
Kirchlichen Aufzeichnungen zufolge wurde im 16. Jahrhundert zu den Gottesdiensten von Kapellen in Rians nahe der französischen Mittelmeerküste mit Schneckenhörnern gerufen, so von der Chapelle Saint-Estève und der dortigen Chapelle de l'Hospice Saint-Jacques.
Beim Pfälzischen Erbfolgekrieg (1688–1697) sollen martialisch klingende Schneckentrompeten im südfranzösischen Roussillon bei Bürgermilizen die Querflöte-und-Trommel-Militärorchester ersetzt haben. In der nahegelegenen Stadt Billom (im Département Puy-de-Dôme) wurden bis Ende des 19. Jahrhunderts Schneckenhörner in der Karwoche anstelle von Kirchenglocken vom Kirchturm geblasen, um die Gläubigen zum Gottesdienst zu rufen.

### Zentraleuropa
Bis 1890 wurde in der Niederlausitz mit dem Schneckenhorn zur Gemeindeversammlung geblasen. Hirten in Europa verwendeten als Signalinstrument üblicherweise Rinderhörner oder Holztrompeten.
In Böhmen wurde das Schneckenhorn um 1900 nach seiner rituellen Funktion trouba proti mrakům, auch trouba na mraky („Trompete der Wolke“, also „Wettertrompete“) und roby proti mrakům („Wetterhörner“) genannt, zur Tätigkeit sagte man troubeni na mušle („Muschelblasen“). Als Schneckenhörner dienten in Böhmen Tritonium-Arten, eine Turbinaria-Art und Arten von Kreiselschnecken (Trocidae) mit Längen zwischen 13 und 33 Zentimeter. Die abgeschnittene Spitze wurde entweder geglättet, durch eine aufgebrachte Bleilegierung als Trichter geformt oder mit einem Kesselmundstück aus einer Zinn-Blei-Legierung ausgestattet. Metall und Gehäuse wurden durch Wachs oder Harz fest verbunden. In der Umgebung von Pilsen fertigten Zinngießereien mit Zinnauflagen verzierte Schneckenhörner an.
Die böhmischen Schneckenhörner produzierten einen dumpfen tiefen Ton. Mehrere Männer bliesen von einem erhöhten Standort bei aufziehenden schweren Wolken die Trompeten, um Gewitter, Hagelschlag oder Überschwemmungen abzuhalten. Der Ton mehrerer Instrumente soll furchteinflößend und aus der Entfernung vibrierend gewesen sein. Die magische Wirkung der Schneckenhörner wurde auf ihre angenommene Herkunft zurückgeführt. Pilgern aus Rom sollen sie mitgebracht haben. Dort seien sie vom Papst geweiht worden oder mit heiligen Reliquien in Kontakt gekommen. Die Schneckenhörner wurden derart verehrt und für wirkmächtig gehalten, dass man ihnen zutraute, bei Gewitter von selbst zu ertönen und für dessen Dauer nicht mehr aufzuhören. Hirten wuschen sie nach einer Information vom Ende des 19. Jahrhunderts am Frühlingsbeginn mit Weihwasser und Salz ab.
Wegen dieser Bedeutung waren Schneckenhörner Gemeindeeigentum und wurden von einer Vertrauensperson, zumeist dem Gemeindevorsteher, sorgfältig aufbewahrt. Bei einer Beschädigung ging ihre Macht verloren, weshalb man sie nicht reparierte. Hinzu kamen regional unterschiedliche Tabus. Frauen durften ein Schneckenhorn nicht blasen oder in die Hand nehmen, es sei denn, es war in ein Kopftuch eingehüllt. Fremde durften es nicht sehen oder sich ihm nicht nähern. Auch Männer nahmen es mancherorts nur in ein Tuch gewickelt in die Hand. Bei Gefahr wurde das Schneckenhorn sorgfältig versteckt (vergraben). Es heißt auch, bei einem hereinbrechenden Gewitter seien erst die Glocken geläutet worden und erst, wenn deren magische Kraft nicht auszureichen schien, habe man zusätzlich Schneckenhörner geblasen. Von der Kirche wurde das Wetterblasen als vorchristlicher Brauch bekämpft, dennoch erhielt sich dieser Volksglaube über Jahrhunderte, bis er Anfang des 20. Jahrhunderts verschwand. In Mähren verwendete man anstelle der Schneckenhörner überwiegend Rinderhörner.

## Afrika

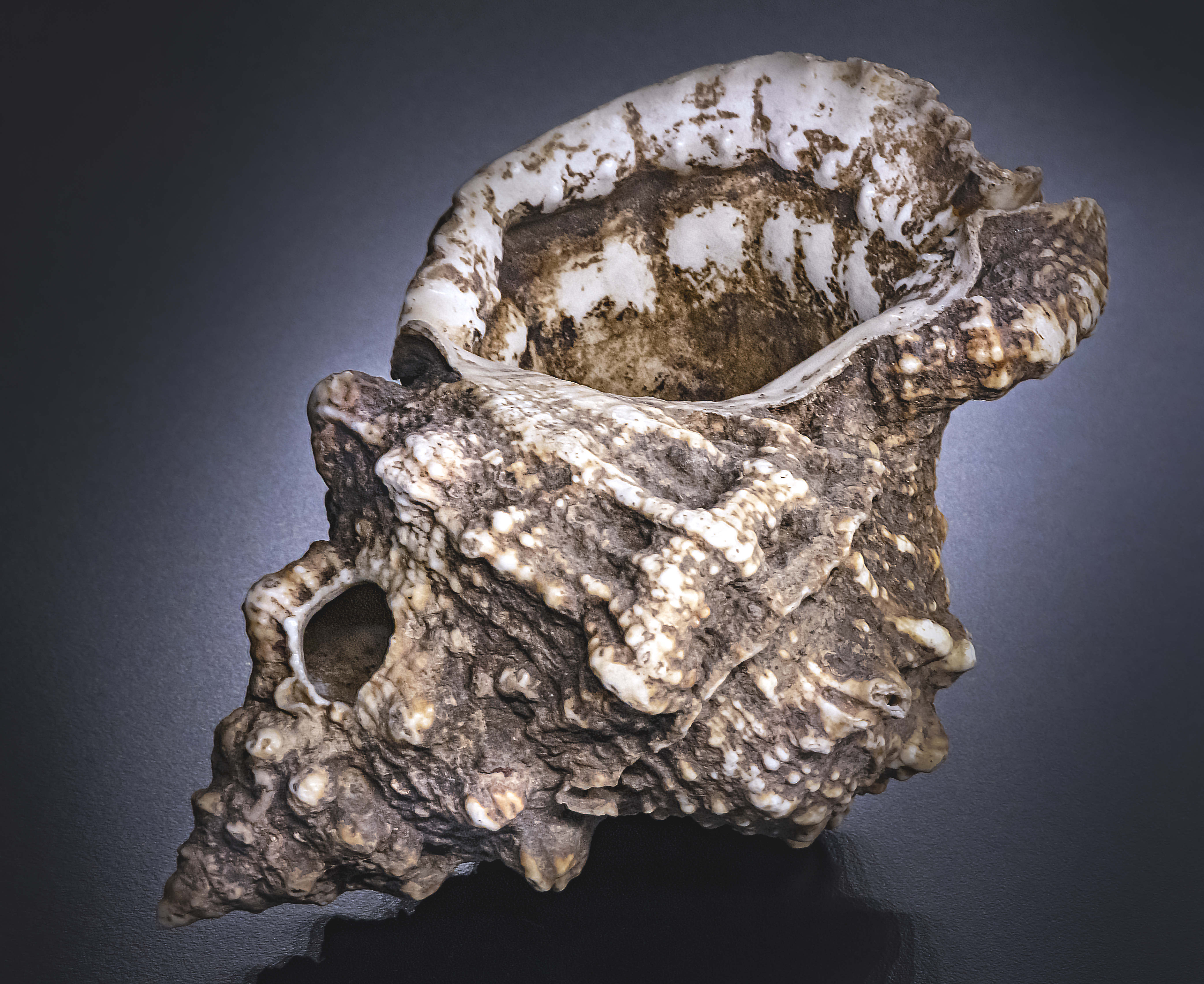
Quer geblasenes antsiva aus Madagaskar. Vom französischen Kolonialbeamten Gustave Julien 1898 gesammelt.

Die seltenen und nur an der ostafrikanischen Küste von Somalia über Tansania bis Madagaskar vorkommenden Schneckenhörner der Gattung Bursa wurden alle quer geblasen, wie auch die meisten sonstigen Naturhörner und -trompeten. Gegenüber den in Afrika häufig rituell oder als Signalinstrument der Jäger verwendeten Büffel- und Antilopenhörnern wie dem phalaphala im südlichen Afrika sind Schneckenhörner eine Randerscheinung. Einem Bericht aus Kenia zufolge bliesen die Bootsleute auf den Seilfähren, mit denen Fahrzeuge die Flüsse an der Straße zwischen Mombasa und Kilifi überquerten, Schneckenhörner, deren Ton sie mit der über die Öffnung gelegten Hand veränderten. Das Signal markierte Beginn und Ende des gemeinsamen Seilziehens.
Ansonsten dienten Schneckentrompeten in Ostafrika als Signalinstrumente für Fischer und Seefahrer. Über die genaue Verwendung, Größe und Form ist nichts bekannt. Ein Name in Somalia und Kenia ist bun oder bun-oocaroog, einige Swahili-Namen sind gunda, iduvi, chondo und chondothi. Ein Beleg von 1965 erwähnt für Somalia das quer geblasene Schneckenhorn idovo. Bei dem von Somali verwendeten bun im Süden Somalias und an der nördlichen Küste Kenias ist die Spitze abgesägt; ein zweites Loch am anderen Ende wird mit einem Finger abgedeckt, um zwei Töne im Quintabstand erzeugen zu können. Die Somali spielten die bun zusammen mit einem quer geblasenen Antilopenhorn (Tragelaphus strepsiceros), genannt gee-oogoodir.
Andere Schneckenhörner (dui, gunda–la–kola und koa) sind von den Mijikenda an der kenianischen Küste bekannt. Von weiter nördlich an der Küste vorkommenden Schneckenhörnern (gunda, iduvi, chondothi und chondo) ist wenig mehr bekannt, als dass sie für gewisse Rituale und von Seeleuten als höfliche Geste bei der Hafeneinfahrt geblasen wurden.
Auf Madagaskar waren Schneckenhörner Curt Sachs (1938) zufolge weit verbreitet, durften aber nur von Männern geblasen werden. Mit kurzen und langen Signaltönen konnte die Ankunft oder Abfahrt von Schiffen und der Beginn von Versammlungen gemeldet werden. Außerdem galten sie als magische Instrumente bei Beerdigungen, Ahnenkulten, Geisterbeschwörungen und anderen Ritualen. Im Hochland heißt das Schneckenhorn antsiva. Es wurde im 19. Jahrhundert bei zahlreichen religiösen Festen und staatlichen Zeremonien geblasen, im Norden der Insel mit der Insigniertrommel bekiviro.
Auf den Kapverdischen Inseln bezeichnet das Wort tabanka gewisse Organisationen zur Nachbarschaftshilfe, die seit mindestens dem 19. Jahrhundert existieren. Tabanka heißen auch ein von diesen Organisationen jedes Jahr im Mai durchgeführtes Straßenfest, das sich auf die Abschaffung des Sklavenhandels bezieht, und die musikalischen Aktivitäten bei diesem Fest, die auf die religiösen afrikanischen Praktiken und diejenigen der christlich portugiesischen Kolonisten des 16./17. Jahrhunderts zurückgehen. Mit der afrikanisch-christlichen Zeremonie wird einer der Schutzheiligen der Insel geehrt. Die Prozessionsmusik besteht aus großen Militärtrommeln und Schneckenhörnern, die den batuku genannten Tanz begleiten.
In den afrikanischen Anrainerländern am Roten Meer, Ägypten, Sudan, und Äthiopien bis nach Somalia, ist der Zar-Kult verbreitet, ein hauptsächlich von Frauen praktiziertes Heilungsritual, bei dem ein Besessenheit auslösender Geist angerufen wird. Nach dem Mittelalter gelangte der Zar-Kult mit schwarzafrikanischen Händlern und Sklaven an die Küstenregionen zu beiden Seiten des Persischen Golfs. An der Ostküste verbreitete er sich von Belutschistan über Iran nach Norden bis Basra im Südirak. Dort werden von der schwarzen Gemeinde in der Ritualmusik mehrere Trommeltypen, die aus der Region am Roten Meer stammende Leier tanbūra und ein lapinka (oder pinka) genanntes Schneckenhorn verwendet. Letzteres blasen üblicherweise ältere Männer als Einladung zu den Versammlungen.

## Südasien
In Südasien und Tibet ist das Schneckenhorn seit alter Zeit ein wesentlicher Bestandteil hinduistischer und buddhistischer Rituale. In der indischen Mythologie verbindet sich die Entstehung der Welt mit dem heiligen Klang des Schneckenhorns. Ein Dämon (Asura) namens Shankhasura stahl von Gott Brahma die Veden (heiligen Schriften) und zog sich damit in sein Schneckenhorn Panchajanya am Meeresgrund zurück. Die anderen Götter baten Vishnu, er möge die Veden zurückholen. Dieser nahm die Gestalt des Fisches Matsya an, tötete den Dämon, blies auf dessen Schneckenhorn und erzeugte so die heilige Klangsilbe Om, aus der die Veden hervorkamen. Der Klang des Schneckenhorns steht für den Sieg des Guten über das Böse.

### Indien

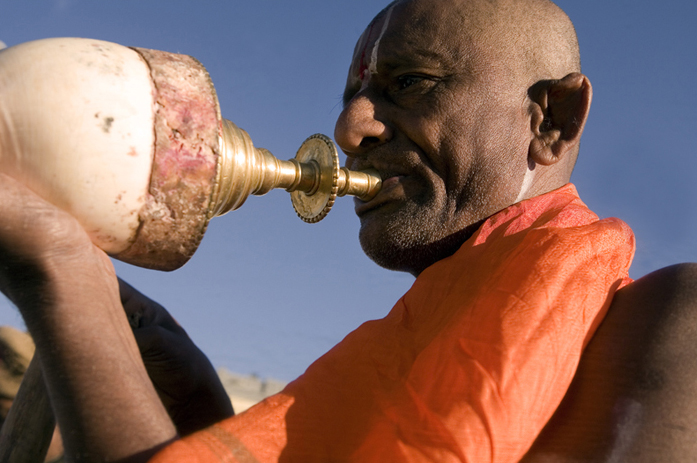
Hindu-Priester bei einer Puja im Tempel Tirumala Tirupati

Im Rigveda, der vermutlich im 2. Jahrtausend v. Chr. auf Sanskrit verfassten ältesten indischen Textsammlung, kommt zweimal das Wort bakura mit der wahrscheinlichen Bedeutung „Blasinstrument“ vor, genauer „Trompete“ oder „Horn“. In einer der beiden Textstellen blasen die Ashvins, als Zwillinge auftretende jugendliche Himmelsgötter in der vedischen Religion, die bakura, damit es für die Menschen Licht werde.  Wenn die bakura ein Blasinstrument war, so wurde sie als laut tönende Kriegstrompete eingesetzt. Curt Sachs (1940) erschließt die Bedeutung von bakura, indem er das Sanskritwort mit bakora, Malagasy für „Schneckenhorn“, verbindet. Malagasy ist eine austronesische Sprache, die auf Madagaskar gesprochen wird und mit einigen Sprachen im Malaiischen Archipel verwandt ist. Eine Verbindung ist durch den indischen Kultureinfluss auf Südostasien ab Anfang des 1. Jahrtausends gegeben. Von dort brachten malaiische Seefahrer ihre durch die Inder mit Sanskritwörtern angereicherte Sprache und materielle Kultur in der zweiten Hälfte des 1. Jahrtausends nach Madagaskar.
Unabhängig von dieser Hypothese deutet Walter Kaufmann (1981) bakura als „Schneckenhorn“, für das seit der mittelvedischen Zeit (Anfang des 1. Jahrtausends v. Chr.) das Sanskritwort shankha bekannt ist. Shankha setzt sich aus Sanskrit sham (bedeutet etwas Gutes, „wohltätig, hilfreich, glückverheißend“) und kham („Wasser“) zusammen. Shankham ist damit ein Schneckenhorn-Gefäß mit heiligem Wasser. Aus shankha-kara, „Schneckenhorn-Bläser“ (kara, „jemand, der etwas tut“) wird shankara, „der Wohltäter, Heilbringende, der Gutes Bewirkende“. Shankara ist unter anderem ein Beiname Shivas.
Schneckenhörner sind auf Reliefs an den Stupas von Bharhut (2.–1. Jahrhundert v. Chr., von einem Affen geblasen), Sanchi (2.–1. Jahrhundert v. Chr.) und Amaravati (2. Jahrhundert n. Chr.) abgebildet. Den altindischen Texten zufolge wurden Schneckenhörner für religiöse Rituale und als Signalinstrumente im Krieg verwendet. In der ältesten indischen Textsammlung für Ritualmusik, Samaveda (um 1000 v. Chr.), werden die religiösen Gesänge (saman) behandelt. In welchem Umfang diese instrumental begleitet wurden, ist spekulativ und die Meinungen reichen von einer vina (in altindischer Zeit eine Bogenharfe) als Begleitung bis zu einem Orchester. Zu einem solchen Orchester könnten gehört haben: dundubhi (eine bei Ritualen und Kriegen verwendete große Trommel aus Holz), bhumi-dundubhi (Erdtrommel, Membran über ein Loch im Boden gespannt), vanaspati (eine andere Trommel), vier verschiedene vina, turava (Bambusflöte), nadi (Flöte oder Rohrblattinstrument aus Schilfrohr), bakura (Blasinstrument, Trompete) und Schneckenhorn. Mit dundubhi wurde das Wort bheri für „Kesseltrommel“ gleichgesetzt, das in den altindischen Sanskrit-Texten häufig bei Schlachtenbeschreibungen zusammen mit shankh auftaucht.
Im Krieg übertönten Schneckenhörner den Lärm und das Kriegsgeschrei bei den Schlachten. Dies taten sie auch in der Schlacht der göttlichen Helden, die im großen indischen Epos Mahabharata geschildert wird. Jeder der Helden blies in sein individuelles Schneckenhorn. Bei den im Mahabharata geschilderten Schlachten genossen die Trommel und Schneckenhorn spielenden Musiker einen Sonderstatus und durften im Kampf nicht getötet werden. Lautstarke Töne von Schneckenhörnern, Schläge von Trommeln und Becken, löwenartiges Kampfgebrüll und dazu mit Glöckchen behängte Wurfspieße waren wesentliche Elemente zur Beeinflussung des Kampfgeschehens. Als besonders lautstarkes Blasinstrument erklang im Kampfgetümmel das Rinderhorn govishanika, das im Mahabharata aber nur an wenigen Stellen erwähnt wird.
Rituell verwendete Tierhörner sind im indischen Kulturraum nahezu unbekannt, lediglich die buddhistischen Newar in Nepal blasen das Büffelhorn neku bei Totengedenkfesten und bei einem religiösen Jahresfest. Sanskrit shringa für ein Tierhorn in altindischer Zeit bezeichnet heute in Nordindien eine S-förmig oder im Halbkreis gebogene lange Metalltrompete, die in Südindien kombu genannt wird (kombu bedeutet auf Tamil und Malayalam ebenfalls „Horn“) und in ganz Indien in der religiösen Zeremonialmusik zum Einsatz kommt, während das shankh nie den Status eines echten Musikinstruments erlangte. Brahmanische Priester blasen Schneckenhörner der Art Turbinella pyrum bei religiösen Ritualen in Hindutempeln und verwenden sie als Gefäß für heiliges Wasser, daneben werden Schneckenhörner bei hinduistischen Hochzeitszeremonien verwendet. In der Praxis und auf Abbildungen werden shankh stets direkt ohne Rohrverlängerung an der Spitze angeblasen.
Im Hinduismus ist das Schneckenhorn neben Rad (chakra), Keule (gada) und Lotos eines der vier Hauptsymbole von Vishnu, dem Gott des Bewahrens und Erhaltens. Da im Hinduismus Buddha als die neunte Verkörperung Vishnus angesehen wird, zeigen buddhistische Bildwerken häufig den alten vedischen Gott Indra, der Buddha das Schneckenhorn Vishnus übergibt.
Die Göttin Durga tritt als Mahishasuramardini im Kampf gegen den bösen Büffeldämon Mahishasura an, aber aus seinem Blut entstehen andauernd neue Riesen. Daher bittet sie Vishnu um Hilfe, der schickt einen personifizierten sankha, der das Blut aufsaugt und Durga zum Sieg verhilft. Durga wird mit der Schneckentrompete in der oberen linken Hand und Haaren des Dämons in der unteren linken Hand dargestellt. Ähnlich besiegte der griechische Meeresgott Triton in seine Schneckentrompete Charonia tritonis blasend die Giganten.
Das Schneckenhorn ist im Siegel des südindischen Bundesstaates Kerala in der Mitte in einem Ährenkranz dargestellt, mit dem Wappen Indiens darüber und mit einem Wächterelefanten auf jeder Seite. Vor dem Beginn der Ehrerweisung (puja) in einem Hindutempel (kshetram) in Kerala bläst ein Priester dreimal das Schneckenhorn (shankh), um die Hauptgottheit und die kleineren Götter aufzuwecken. Beim täglich abends an größeren Tempeln in Kerala durchgeführten Ritual diparadhana, bei dem Öllampen an der inneren Umfassungsmauer (nalambalam) angezündet werden, blasen Priester neunmal in Schneckenhörner. Die folgenden Rituale begleitet ein Perkussionsorchester mit chendas und idakkas. Im religiösen Schattenspiel Tholpavakuthu, das in Kerala zum Tempelritual gehört, und im Schattenspiel Chamadyache bahulya im Süden von Maharashtra bläst das Schneckenhorn, wenn Götterfiguren auf der Bühne erscheinen.

### Tibet

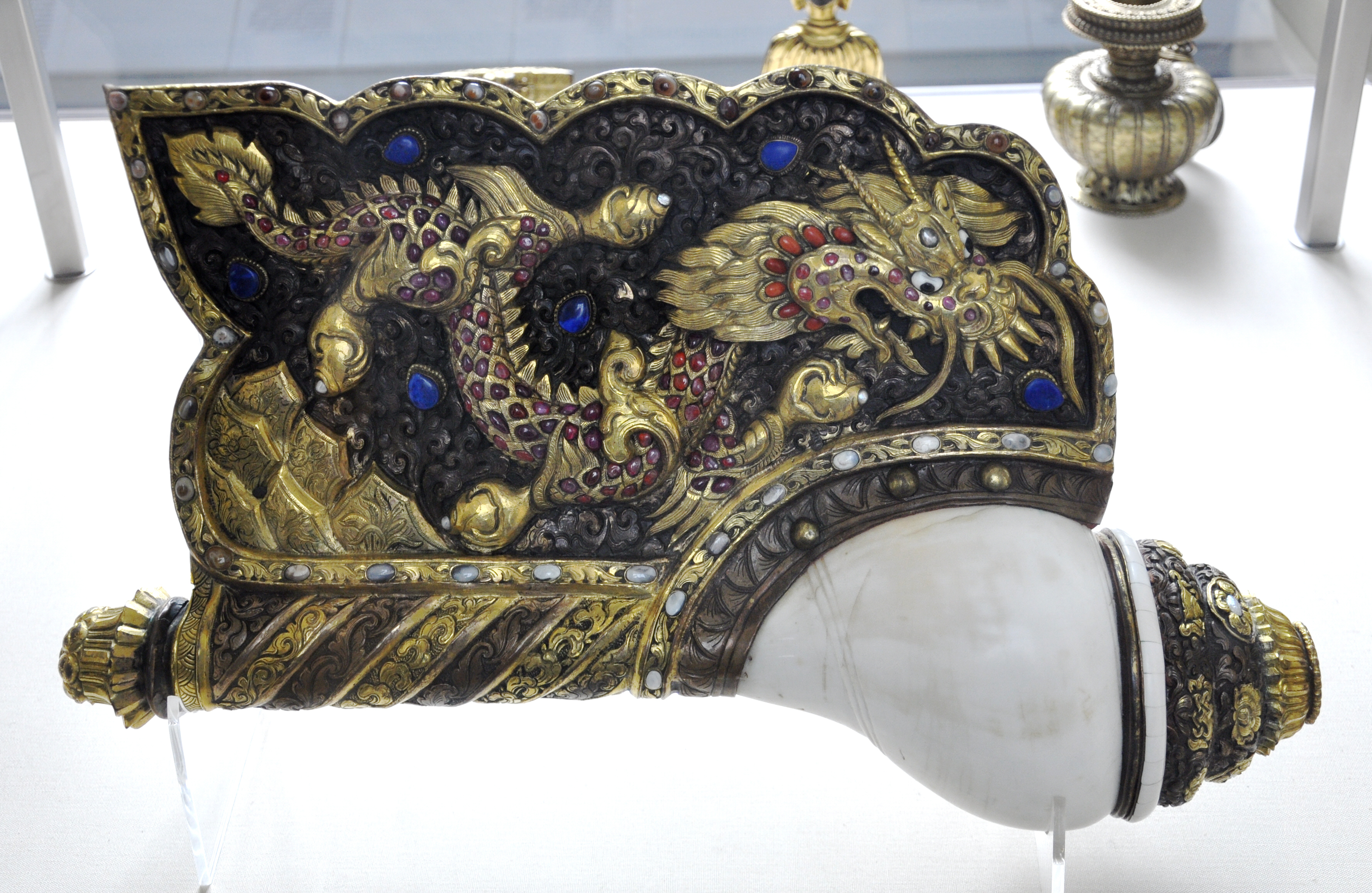
Tibetisches Schneckenhorn dung kar, 18./19. Jahrhundert. British Museum, London

In der tibetisch-buddhistischen Ritualmusik heißt das aus Indien stammende Schneckenhorn dung kar. Seine Spitze wurde mitunter mit einem aufwendig gestalteten Metallmundstück versehen. Obwohl das dung kar in den meisten Klöstern vorhanden ist, gilt es als selten und wertvoll. Dies hängt vermutlich mit dem früher langen Transportweg von Indien zu Fuß über den Himalaya zusammen. Ist die Spirale im Innern im Uhrzeigersinn gewunden (rechtsläufig), was nur bei wenigen Schneckenhörnern der Fall ist, so gelten diese als noch wertvoller als die üblichen Gehäuse, die gegen den Uhrzeigersinn gewunden sind. Auf die Bewegungsrichtung – den rechten Weg – achten Buddhisten auch beim rituellen Umschreiten (tibetisch kora) eines Stupa, die im Uhrzeigersinn zu erfolgen hat, weil so die Lehre Buddhas verbreitet wird.
In der Ritualmusik der tibetischen Klöster ist das dung kar eines von fünf Blasinstrumenten, neben dem Doppelrohrblattinstrument rGya-gling, der kurzen Knochentrompete rkang dung und der langen Metalltrompete dungchen. Mit dem dung kar kann auf einfache Weise ein durchdringender Ton erzeugt werden, sodass es die Klosterschüler spielen dürfen, die bei der Anrufung der friedvollen Gottheiten in den hinteren Reihen hinter oder neben den großen Trommeln sitzen. Bei den Ritualen werden Schneckenhörner und andere Blasinstrumente immer paarweise gespielt, so dass der Ton beim Atemholen eines der beiden Spieler nicht unterbrochen wird.
Im Bön, der vorbuddhistischen Religion der Tibeter, werden in der liturgischen Instrumentalmusik und bei Besessenheitsritualen stets kleine flache, mit der Öffnung nach oben gehaltene Klöppelglocken gshang verwendet. Des Weiteren gehören zu jedem Ritual die zweifellige Rahmentrommel rnga, Paarbecken rol-mo oder sil-snyan, die in bestimmten Situationen durch die Blasinstrumente dungchen, rGya-gling, die kleine Metalltrompete mit gebogenem Schallbecher ko-yo und das Schneckenhorn dung-kar ergänzt werden.
Außerdem ist das Schneckenhorn im tibetischen Buddhismus, im Buddhismus allgemein und in den anderen indischen Religionen eines der acht Glückssymbole, Ashtamangala, neben Endlosknoten (tibetisch dpal be'u), Lotos (pad me), Siegesbanner (rgyal mtshan), Dharmachakra (khor lo), Schatzvase (bum pa), Goldfischpaar (Sanskrit gaur-matsya, tibetisch gser nya) und Ehrenschirm (chhatra). Das Schneckenhorn verkörpert Macht und Ruhm der buddhistischen Lehre, die sich wie der Klang des Instruments in alle Richtungen ausbreitet.

### Sri Lanka
Die Singhalesen in Sri Lanka verwenden das hakgediya genannte Schneckenhorn (Turbinella pyrum) in der buddhistischen Ritualmusik. Es markiert den Übergang zwischen einzelnen Abschnitten des Rituals. Neben der kurzen Kegeloboe horanewa, dem einzigen einheimischen Blasinstrument, das zum melodischen Spiel geeignet ist, gibt es in Sri Lanka nur zwei weitere traditionelle Blasinstrumente: das hakgediya und die aus Indien stammende Naturtrompete kombu. Nach der altindischen buddhistischen Klassifizierung der Musikinstrumente pancaturyanada, die bis heute in Sri Lanka gültig ist – Trommeln (bera), Blasinstrumente, Saiteninstrumente, Gesangsstimme und Idiophone (wie Zimbeln) – gehört das hakgediya zu den Blasinstrumenten.
In Siedlungsschichten aus vorchristlicher Zeit ausgegrabene Schneckenhörner belegen ihre frühe kulturelle Verwendung in Sri Lanka. In der buddhistischen Literatur werden sie mit Edelsteinen und Perlen zu den kostbaren Gegenständen gezählt, die in der buddhistischen Mönchsgemeinschaft nicht gebraucht werden sollen, aber in den Reliquienkammern einiger alter Stupas gefunden wurden. Der erste Bericht eines ausländischen Reisenden, in welchem die Verarbeitung von Schneckenhörnern in Sri Lanka erwähnt wird, stammt von Kosmas Indikopleustes im 6. Jahrhundert.
Das altindische Epos Ramayana des Dichters Valmiki war die Inspirationsquelle für zahlreiche Volkserzählungen und zu diesen gehörenden Ritualen in Sri Lanka. Eine im Ramayana enthaltene Episode ist das Quirlen des Milchozeans, ein kosmogonischer Mythos, an welchem der alte hinduistische Gott Indra beteiligt ist. In buddhistischen Texten erscheint Indra als Shakra. Auf Teilen dieser Erzählung basiert das magische Heilungsritual Sak Gedi Santiya („Segnung des Schneckenhorns“, singhalesisch sak ist von Sanskrit shankh abgeleitet). Für dieses säkulare Heilungsritual werden das Schneckenhorn und andere Gegenstände verwendet, die mit einer Gottheit in Beziehung stehen. Eine mündliche Überlieferung des Sak Gedi Santiya handelt von der Geburt des Schneckenhorns, das durch die Macht der Göttin Pattini (Schutz- und Fruchtbarkeitsgöttin in sri-lankischen Buddhismus) aus dem Milchozean hervorkommt. Schließlich finden die Suras (einfache Gottheiten) das auf dem Milchozean treibende Schneckenhorn, übergeben es dem obersten Gott Vishnu und nennen es jaya saka („Sieges-Schneckenhorn“).
In buddhistischen Klöstern wird dreimal täglich eine hewisi puja genannte „musikalische Opferzeremonie“ durchgeführt. Hierfür werden in der Grundbesetzung die zweifellige Zylindertrommel dawula (daule), ein Kesseltrommelpaar tamattama und eine Kegeloboe horanewa benötigt. Beim Umschreiten des Stupas und während die Musikgruppe an einem der vier Tore ankommt, spielt sie jeweils besondere Rhythmen. Der Bläser produziert mit der horanewa eine Abfolge festgelegter Melodiemuster, die er auf komplexe Weise ausschmückt. Bei besonderen Anlässe oder wohlhabenderen Tempeln kommen ein Paar Handzimbeln talampata und ein Schneckenhorn hinzu.
Mit der hewisi puja werden zunächst die Drei Juwelen (das sind Buddha, Dharma und Sangha) geehrt und Huldigungsformeln vorgetragen, um den Segen aller Götter zu erbitten. Danach wird dreimal das Schneckenhorn hakgediya geblasen und es folgen drei Zyklen des Rhythmusmusters magul bera. Die religiöse Musik wird nach ihrer rituellen Funktion und namentlich auch nach den eingesetzten Instrumenten eingeteilt: Bera hewisi wird auf einer Röhrentrommel gespielt, dawul hewisi auf einer Zylindertrommel, horane hewisi auf der Kegeloboe und hakgedi hewisi auf dem Schneckenhorn.

## Ostasien

### China
Vor der chinesischen Küste kommen Schneckenhörner der Art Hemifusus colosseus vor, die offenbar früher weithin in Gebrauch waren. Arthur Christopher Moule gibt für Schneckenhörner in seiner Liste der chinesischen Musikinstrumente von 1908 den Namen hai lo an (heutige Umschrift hailuo). Sie waren weiß und wurden bis auf die abgebrochene Spitze von Bootsleuten in der Provinz Zhejiang und um Shanghai unbearbeitet verwendet. Weiter nördlich gab es Moule zufolge auch Schneckenhörner in anderen Formen und Farben. Schneckenhörner sollen ferner in buddhistischen Kulten geblasen worden sein.
In der 1317 von Ma Duanlin verfassten Enzyklopädie Wenxian tongkao wird Moule zufolge das Schneckenhorn unter „Verschiedenes“ als militärisches Signalinstrument erwähnt, außerdem als Instrument der Nanman (südliche indigene Völker). In der buddhistischen Musik wurden Schneckenhörner zusammen mit Zimbeln verwendet. Abgebildet sind Schneckenhörner in den buddhistischen Dunhuang-Grotten auf Wandgemälden aus der Tang-Dynastie (7.–9. Jahrhundert). Laut einer Quelle aus der Song-Dynastie (960–1279) war das Schneckenhorn ein buddhistisches Ritualinstrument und wurde vor dieser Zeit auch militärisch eingesetzt. Außerhalb von Klöstern in der Autonomen Region Tibet und bei nationalen Minderheiten im Südwesten wird das Schneckenhorn in China heute nicht mehr geblasen.
Die ethnischen Minderheiten in der Provinz Yünnan im Südwesten Chinas pflegen Musikstile, die unabhängig von der Musik der Han-Chinesen beschrieben werden. Zu den rund 200 in dieser Region gelisteten Musikinstrumenten gehören die Bambuslängsflöte xiao, die Panflöte dixiao, weitere längs und quer geblasene Flöten aus Pflanzenrohr, Metall oder Ton, die Mundorgel lusheng, Tierhörner und das Schneckenhorn.
Die Priester (dongba) der Naxi im Südwesten Chinas produzieren bei Ritualen ihrer traditionellen Religion mit der Schneckentrompete (Naxi-Sprache fvl sse, chinesisch hailuo hao) und dem Yak-Horn (bberq ko) jeweils einen einzigen langanhaltenden Ton, mit dem sie jenseitige Geistwesen anlocken möchten. Außerdem verwenden die Naxi-Priester einige Schlaginstrumente wie Trommeln, Gongs. Zimbeln und Glocken, die überwiegend denen der Han-Chinesen oder der Tibeter entsprechen. Wegen der magischen Wirkung der Instrumente gelten klare Regeln, bei welchen Anlässen sie gespielt werden dürfen. Während die Ritualmusik der dongba von der chinesischen Regierung noch als Religionsausübung (zongjiao) geduldet wird, gelten die Praktiken der Schamanen (sainii) den Behörden als fengjian mixin („feudaler Aberglaube“) und werden untersagt. Über sie ist deshalb wenig bekannt. Der sainii-Schamane ist üblicherweise in ein blaues Gewand gehüllt und trägt einen roten Turban. Zu seinen Ausrüstungsgegenständen, die er während er tanzt gebraucht, gehören ein Schwert, ein kleiner Flachgong, ein Eisenring als Rassel und eine Halskette, die aus Stücken eines weißen Schneckenhorns besteht. Ein Assistent schlägt dazu eine einfellige Fasstrommel. Bei einem Volkskulturfest 2007 blies ein Naxi-Priester zwei weiße unverzierte Turbinella pyrum.

### Korea

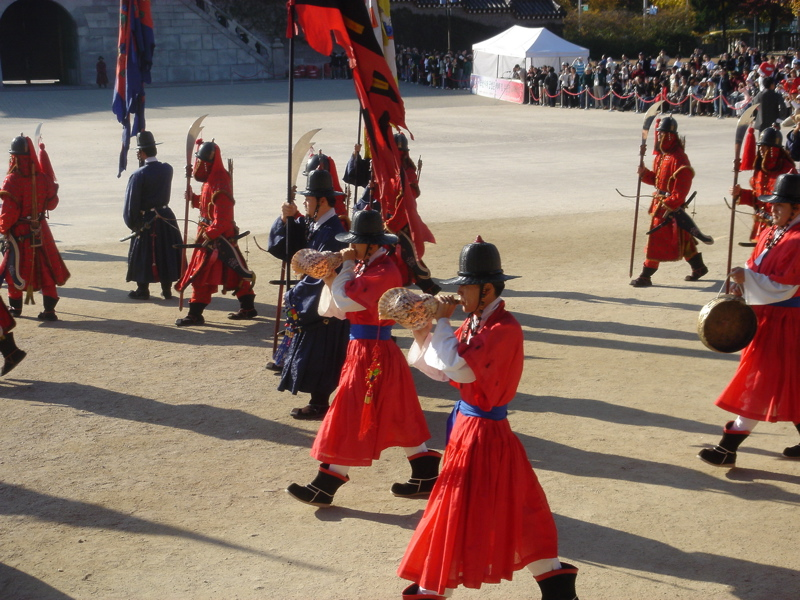
Koreanische Schneckenhörner nagak bei einer traditionellen Militärprozession, rechts ein Flachgong ching

Schneckenhörner werden in Korea bei Militärparaden und buddhistischen Ritualen im Freien verwendet. Die traditionelle königliche Militärmusik daechwita wird bei Prozessionen oder einer zeremoniellen Wachablösung gespielt. Ihre Instrumente sind neben großen Schneckenhörnern nagak (oder sora) unter anderem Flachgongs jing, Sanduhrtrommeln janggu und als weitere Blasinstrumente die aus mehreren Metallröhren zusammengesteckte Langtrompete nabal und die Kegeloboe taepyeongso. Gemäß der Geschichtsschreibung der Goryeo-Dynastie (918–1392) gingen bei einer Prozession 20 Soldaten mit Blasinstrumenten der Sänfte des Königs voraus und 24 Soldaten, die nagak spielten, folgten ihr.
Dieser Instrumentierung entspricht auch die bei buddhistischen Riten im Freien gespielte Besetzung corach’i oder kyöngnaech’wi. Zu einer corach’i-Gruppe gehören ein bis zwei taepyeongso, ein großer jing, eine Fasstrommel buk, ein Paarbecken chegum, eine Trompete nabel und ein Schneckenhorn nagak. Die Chorsänger und Tänzer sind stets buddhistische Priester, die Instrumentalisten sind ebenfalls Priester oder professionelle Musiker. Das buddhistische Instrumentalensemble für Musik im Freien ist charakteristisch für Korea und kommt weder in China noch in Japan vor.
Die koreanische Klassifizierung der Musikinstrumente folgt dem chinesischen System der Acht Klänge mit der Einteilung nach dem Material. Das Schneckenhorn wird hierbei wie die Gefäßflöte der Kategorie „Ton“ zugeordnet. Verwendet werden sehr große Tritonschnecken. Ein Exemplar misst 38 Zentimeter in der Länge, 21 Zentimeter im Durchmesser und produziert den Ton B. Wann Schneckenhörner in die koreanische Ritualmusik eingeführt wurden, ist unklar. Sie waren spätestens in der Goryeo-Dynastie in Gebrauch und wurden wohl mit dem sich festigenden Konfuzianismus im 15. Jahrhundert bei den königlichen Ahnenverehrungsritualen eingeführt.

### Japan

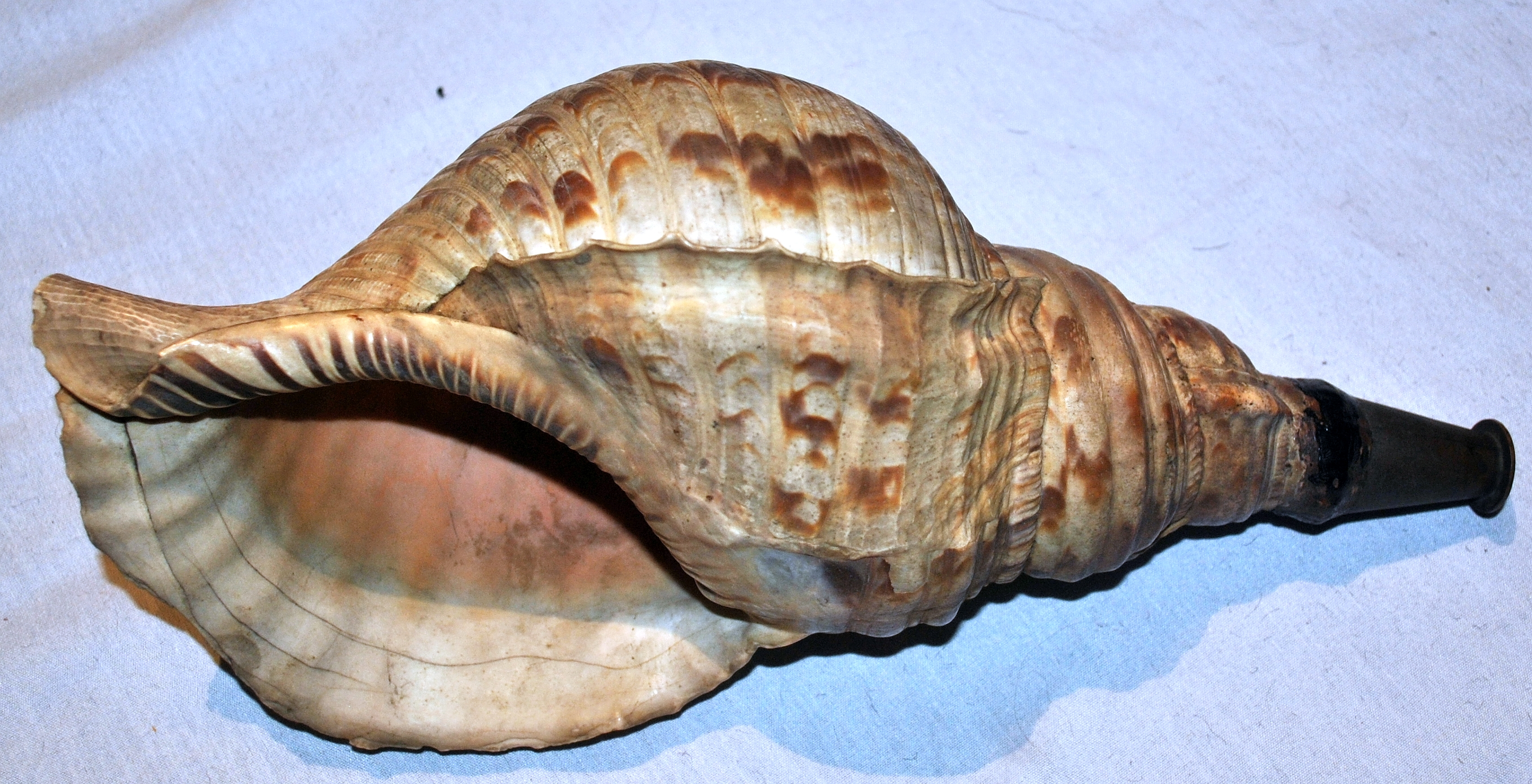
Japanisches Schneckenhorn horagai mit aufgesetztem Mundstück

In Japan werden Schneckenhörner (Charonia tritonis) in esoterischen buddhistischen Ritualen und besonders in schamanistischen Praktiken der Shugendō-Anhänger (auch Yamabushi, Asketen, die „sich in den Bergen niederwerfen“) verwendet. Die japanische Bezeichnung der Schneckenhörner, horagai, setzt sich aus ho („buddhistisches Gesetz“), ra („großes Schneckenhorn“) und gai („Muschel“) zusammen. Üblicherweise wird bei einem 30 bis 36 Zentimeter langen Gehäuse von Charonia tritonis die Spitze bis zu einem etwa zwei Zentimeter großen Loch abgesägt. Ein optionales Mundstück kann aus lackiertem Holz oder Metall (Kupfer, Messing, Edelstahl) bestehen. Manche Instrumente sind in ein dickes grobmaschiges Netz eingewickelt.
Mit wenigen Ausnahmen (wie der Zither wagon als einzigem Saiteninstrument) wurden die meisten traditionellen Musikinstrumente in Japan außerhalb des Landes auf dem ostasiatischen Festland entwickelt. Während der Nara-Zeit gelangten die lange Trompete hara und die kurze Trompete kuda nach Japan, wo sie bis zu ihrem Verschwinden in einem Militärorchester verwendet wurden. Keine japanische Tradition haben die erst in jüngerer Zeit aus China gekommene lange dünne Messingtrompete rappa mit einem trichterförmigen Schallbecher und die lange dokaku aus Kupfer (früher Eisen oder Holz) mit einem breiten zylinderförmigen Schallbecher, die bei Prozessionen verwendet wurden. Beide Trompeten wurden bei chinesischen religiösen Anlässen in Japan eingesetzt.
Seit wann Schneckenhörner in Japan rituell geblasen werden und ob möglicherweise chinesische Buddhisten diese Tradition mitbrachten, ist unklar. Eine esoterische Form des Buddhismus (Mikkyō, „Geheimlehren“) brachte der Mönch Kūkai (774–835) von China nach Japan und wurde damit zum Gründer der Shingon-shū-Schule, die am meisten vorbuddhistische Elemente und Glaubensvorstellung anderer Religionen enthält. Um dieselbe Zeit gründete der Mönch Saichō (767–822) die Tendai-shū-Schule. In einer Quelle zur japanischen Geschichte aus dem Jahr 797 wird das Schneckenhorn noch nicht erwähnt, dafür erstmals in der Sammlung buddhistischer Erzählungen Hokke Genki, die ein Mönch zwischen 1040 und 1044 zusammenstellte. Möglicherweise war es bereits vorher in rituellem Gebrauch, denn es wird überliefert, dass ein Schneckenhorn im Hokakuji-Tempel in der Präfektur Nara dem Mönch Shōbō (832–909) gehört haben soll. Für die Shugendō-Anhänger ist das horagai ein magisches Instrument, dessen Klang an Löwengebrüll erinnert und böse Gedanken unterdrücken soll. Es wird zur Begleitung der Sutren-Rezitation und als Signalgeber geblasen.
Der Spieler hält das Schneckenhorn so mit beiden Händen, dass die Finger einer Hand über die Muschelöffnung ragen. Durch Überblasen lassen sich mehrere Töne erzeugen, deren Abfolge mit Merksilben nachvollzogen wird. Die Spieler erreichen häufig den ersten, zweiten und dritten, selten auch den vierten Oberton. Deren Tonhöhe ist von der Größe des Instruments abhängig, ein Exemplar produzierte die Obertöne g, g1, d2 und g2 Manchmal bläst der Spieler das horagai nicht durch Vibration der Lippen als Trompete, sondern singt hinein und benutzt es als Stimmverzerrer. Auf diese Weise wird das horagai megafonartig bei der saimon (oder saibun) genannten melodischen Anrufung an einen Geist oder eine Gottheit (kami) verwendet. Die Handhabung und Spieltechnik des horagai in den Ritualen ist bei den Shingon-shū-Gruppen detailliert festgelegt. Grundlegende Tonfolgen (ichion) werden zu längeren melodischen Mustern kombiniert. Erwünscht ist ein möglichst lang anhaltendes Blasen ohne Unterbrechung des Tons.
Hauptsächlich wird das horagai von den Shingon-shū-Anhängern geblasen. Früher kam es außerdem bei volksreligiösen Praktiken von Buddhisten und Shintoisten vor. Bei Buddhisten sollten früher mit dem Schneckenhorn Raubtiere und Giftschlangen vertrieben werden, bevor sie sich in dien Berge aufmachten. In der Heian-Zeit (794–1185) diente das horagai als Kriegstrompete und heute wird es gelegentlich in Kabuki-Theateraufführungen bei Kampfszenen eingesetzt.

## Südostasien

### Thailand

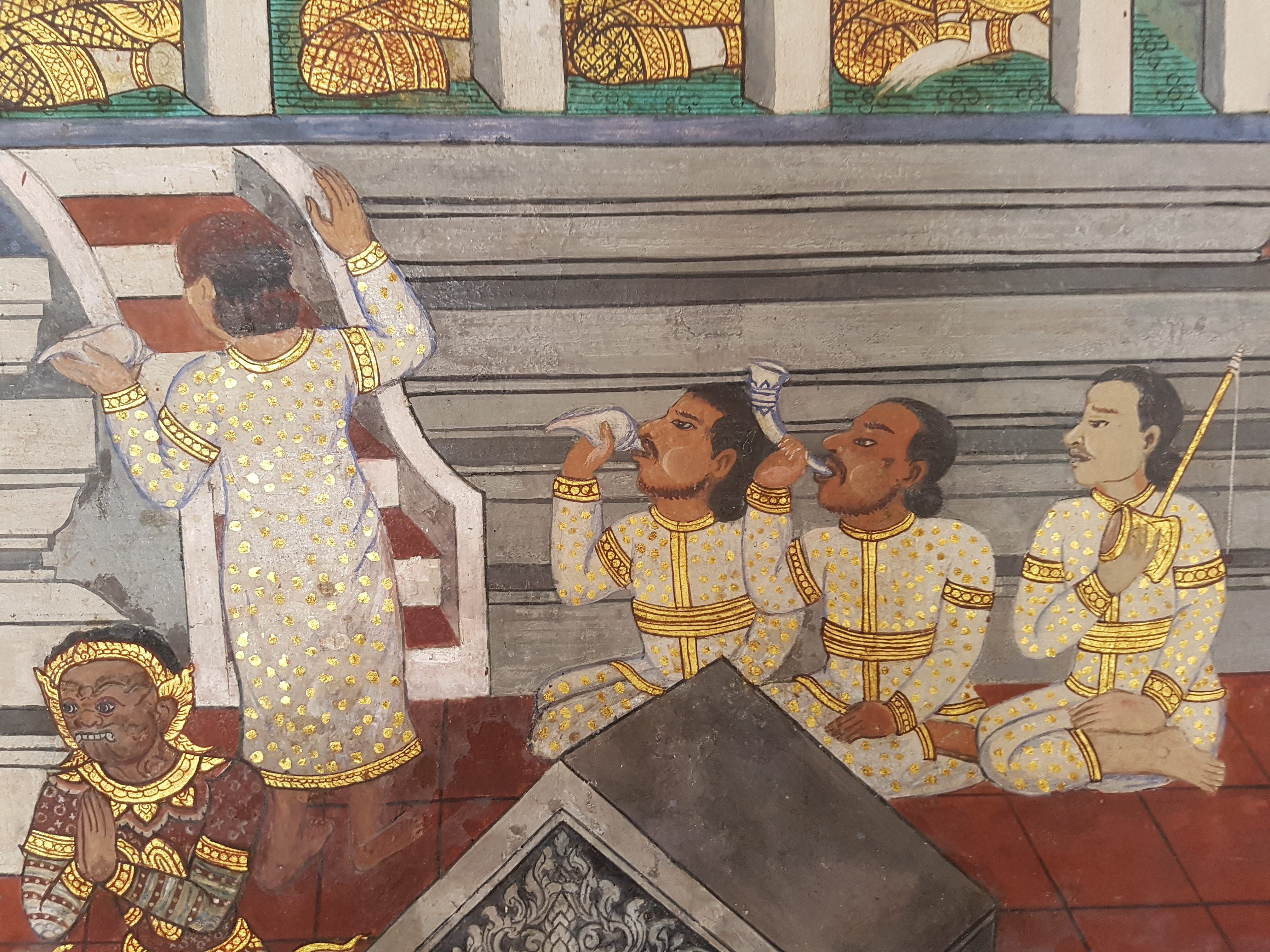
Wandmalerei im Wat Phra Kaeo, Bangkok. Szene aus dem Ramakian mit Musikern, die Schneckenhörner (sang), ein Naturhorn (trae) und eine Klappertrommel (bandaw) spielen.

Im thailändischen Buddhismus hat das Schneckenhorn weit weniger Bedeutung als im Hinduismus oder im Buddhismus in Tibet und wird nicht bei Tempelzeremonien gebraucht. Im thailändischen Hofzeremoniell blieb der vishnuitische Hintergrund des indischen Schneckenhorns erhalten, dessen Name shankh zu sang (thailändisch สังข์) wurde. Es gilt ebenso als heilig und magisch wirksam. Das sang wird gemäß der brahmanischen Tradition würdevoll zu Paraden und Zeremonien des thailändischen Königshauses geblasen. Seine glückverheißende Bedeutung zeigt sich, wenn Paaren bei der Hochzeit Wasser aus einem Schneckenhorn auf die Hände gegossen wird. Für diesen Zweck verwendete Schneckenhörner sind häufig mit vergoldeten Blechornamenten mit Einlagen von Edelsteinen oder buntem Glas dekoriert.
Thailändische Volkserzählungen sind überwiegend vom altindischen Epos Ramayana (in Thailand Ramakian) beeinflusst, spezifisch buddhistische Erzählungen basieren auf den Jatakas, moralischen Geschichten aus dem Leben Buddhas. Hierzu gehört das Suvarnasangkha Jataka („Goldene Schneckenhorn-Geschichte“), das in Thailand als Sangthong und in Malaysia als Anak Raja Godang („Schneckenhorn-Prinz“) bekannt ist. Die Erzählung gelangte vielleicht über Tibet nach Thailand und variiert das Motiv der Kosmogonie aus einem Ur-Ei, von dem tibetische Barden ab dem 8./9. Jahrhundert in ihren Liedern erzählten. Aus dem Dotter des Ur-Eis bildeten sich 18 weitere Eier. Das mittlere Ei war ein Schneckengehäuse, aus dem ein ungewöhnlich schöner Junge herauskam. So beginnt die Herkunftslegende der berühmten Familie Rlang in Osttibet, wie sie in der Chronik des 5. Dalai Lama im 17. Jahrhundert festgehalten ist.
In der thailändischen Version wird die schwangere Königin Canda Devi in den Wald geschickt, wo sie in einer Hütte unter der Obhut eines gutmütigen älteren Ehepaars die Geburt ihres Sohnes erwartet. Ihr noch ungeborener Sohn ist der Bodhisattva Sangthong, der, um seiner Mutter die Geburt zu erleichtern, die Form eines goldenen Schneckenhorns annimmt und so auf die Welt kommt. Der schöne Sohn aus dem Schneckenhorn offenbart sein göttliches Wesen. Mutter und Sohn kehren in den Palast des Königs zurück, wo die eifersüchtige andere Königin versucht, sie zu verjagen. Dies gelingt letztlich und Königin Canda treibt mit ihrem Sohn auf einem Floß über das Meer. Als das Floß zerbricht, erreicht Canda Madras, aber ihr Sohn Sangthong sinkt auf den Grund des Ozeans in den Patala, den Palast der Unterwelt, in welchem der Schlangenkönig Nagaraya wohnt. Nach etlichen Verstrickungen errettet Sangthong letztlich mit Indras Hilfe die Stadt Varanasi vor ihren Feinden, wird zum neuen König ernannt und es herrscht Frieden.
Der thailändische König wird traditionell als göttliches Wesen verehrt. Berichten aus der Ayutthaya-Periode (1351–1767) zufolge mussten höfische Zeremonien die überragende Stellung des Könige herausstreichen, weshalb ausschließlich Musikinstrumente, die mit Hindugöttern verbunden waren, zum Einsatz kamen. Dazu gehörten Bronzetrommeln (mahorathuk, eigentlich Kesselgongs), kleine sanduhrförmige Klappertrommeln (bandaw, Sanskrit damaru), Metalltrompeten (trae) und Schneckenhörner (sang). Die einzigen thailändischen Trompeteninstrumente sind das Schneckenhorn, eine ebenfalls aus Indien stammende, gebogene konische Metalltrompete (trae ngawn), die einem Tierhorn nachgebildet ist, und gerade oder einfach gewundene Metalltrompeten (trae farang) nach europäischen Vorbildern.
Im 17. Jahrhundert war der König, wenn er im Freien ging, von einem Orchester mit Trompeten und Trommeln umgeben. Menschen auf der Straße mussten sich niederwerfen, bis die königliche Prozession vorbeigezogen war. Zahlreiche Malereien aus dem 19. Jahrhundert in buddhistischen Tempeln zeigen solche Orchester, aber nur im Wat Phra Kaeo in Bangkok sind Schneckenhorn, gebogene Trompete und Trommel (die seltene sanduhrförmige Klappertrommel bandaw) zusammen abgebildet. Auf anderen Wandbildern sind Schneckenhörner zusammen mit konischen Hörnern (zum Beispiel im Wat Senasaram in Ayutthaya) oder mit S-förmig gewundenen Trompeten (zum Beispiel im Wat Suwannaram aus der Zeit von Rama III.) zu sehen.

### Kambodscha

Bronze-Schneckenhorn in Dreibeinschale, Angkor-Periode, 12./13. Jahrhundert. Das Relief stellt die tantrisch-buddhistische Göttin Hevajra dar.

Die kambodschanische Kultur ist von der Indisierung der Reiche Funan und Chenla im 1. Jahrtausend geprägt. Sanskrit shankha ging als Lehnwort in die Khmer-Sprache der Angkor-Zeit (9. bis 14. Jahrhundert) mit der Bedeutung „akustisches Schneckenhorn“ und „Gefäß für heiliges Wasser“ ein. Das heute in der Khmer-Sprache saing oder kyang sang genannte Schneckenhorn gehörte zum brahmanischen Zeremoniell am Königshof. Nur am königlichen Palast angestellte Musiker hatten das Privileg, kyang sang zu blasen und damit dem König an seinen Geburtstagen Gesundheit und ein langes Leben zu wünschen. Mit Schneckenhörnern kündigten brahmanische Priester außerdem die Ankunft des Herrschers an und erzeugten mit ihrem Klang die passende Atmosphäre bei magischen Praktiken (Wahrsagungen). Schneckenhörner, allein oder paarweise geblasen, sind hauptsächlich bei Schlachtszenen auf Reliefs am Angkor Wat (Anfang 12. Jahrhundert) und am Bayon (Ende 12., Anfang 13. Jahrhundert) dargestellt. Am Angkor Wat taucht das Schneckenhorn bei der breit angelegten Episode vom Quirlen des Milchozeans auf. Von Kambodscha gelangte das indische Schneckenhorn mit der Eroberung des Khmer-Reichs durch das Königreich Ayutthaya im 14. Jahrhundert in die thailändischen Herrscherhäuser.
Das Schneckenhorn dürfte in der Angkor-Zeit auch als Fruchtbarkeitssymbol aufgefasst worden sein. Die hohe Wertschätzung des Schneckenhorns in jener Zeit verdeutlichen formähnliche Tonnachbildungen. Ein solches skeuomorphes Tonobjekt aus der ersten Hälfte des 12. Jahrhunderts mit einer einfarbigen grünlich-braunen Glasur und einem Anblasloch am spitzen Ende verjüngt sich in einer Variante des Motivs anstelle des Öffnungstrichters zu einem Fischschwanz mit einer kleineren Öffnung. Obwohl von außen nicht sichtbar, sind die Spiralwindungen im Innern einem Schneckenhorn nachgeformt. Schneckenhörner aus Ton wurden im gesamten Khmer-Reich im heutigen Kambodscha und in Thailand wie in Indien für religiöse und sonstige Zwecke gebraucht, vermutlich, weil die wertvollen echten Schneckenhörner im Landesinnern nicht ausreichend verfügbar waren. Wenn der König den Palast verließ, gingen Schneckenhorn blasende, brahmanische Musiker voraus und bei der Ankunft des Königs warfen sich die Zuschauer zu Boden und erhoben sich erst, wenn die Musiker mit dem Spiel aufhörten. Aus der Angkor-Periode sind auch zahlreiche aufwendig verzierte Bronzegefäße in der Form eines Schneckenhorns erhalten. Zu ihnen gehört ein schalenförmiger Standfuß aus Bronze. Ein Dutzend dieser angkorianischen Bronze-Schneckenhörner wurden bei tantrisch-buddhistischen Ritualen verwendet, denn sie sind mit einer Relieffigur der obersten Göttin des tantrischen Buddhismus Hevajra verziert.
Verwendet wurden und werden bevorzugt besonders große Schneckengehäuse von Turbinella pyrum mit einem Mundstück am Ende. In der kambodschanischen Musik wird die saing zu den ausschließlich solo gespielten Instrumenten gezählt, neben dem Rinderhorn mit Einfachrohrblatt sneng, der Bambusmaultrommel angkuoch (vgl. Genggong), dem Blatt-Mirliton slekk und der Stabzither kse diev. Bei Hochzeiten wird dem Brautpaar Wasser aus einem Schneckenhorn über die Hände gesprenkelt.

### Indonesien
Chinesische Chroniken der Tang-Dynastie (618–906) erwähnen, dass Gongs, Trommeln und Schneckenhörner den auf einem Elefanten reitenden buddhistischen Herrscher von Poli musikalisch begleiteten. Poli war ein buddhistisches Reich, das archäologischen Untersuchungen zufolge im Distrikt Panei (im Regierungsbezirk Padang Lawas) in der indonesischen Provinz Nordsumatra verortet wird.
Die älteste bekannte Inschrift in Zentraljava wird um 650 n. Chr. datiert und ist nach ihrem Fundort Tuk Mas benannt, der am Fuß des Vulkans Merbabu liegt. Sie gehört zur indischen Tradition, wurde mutmaßlich von Südindern aus der Pallava-Dynastie verfasst und erzählt in Sanskritversen von der Heiligkeit des Ganges. Zu der Felsinschrift gehören auch Zeichnungen, unter denen ein Schneckenhorn zu erkennen ist. Das Schneckenhorn wurde für religiöse Zwecke geblasen und in Ritualen verwendet. Einige Tempel aus dem 7. und 8. Jahrhundert zeigen weitere Musikinstrumente, aber die gesamte Bandbreite der damaligen Musikinstrumente findet sich erst auf den Reliefs am zentraljavanischen Borobudur vom Anfang des 9. Jahrhunderts. Darauf abgebildete Blasinstrumente sind Querflöten, eventuell Rohrblattinstrumente, Mundorgeln, Schneckenhörner und gerade Trompeten (vgl. die südindische tiruchinnam).
Ein Basrelief am Borobudur, das von einem Jataka über eine Kinnari (himmlische weibliche Mischwesen im Buddhismus) mit Namen Manohara handelt, zeigt sieben Frauen (Kinnaris) in einem Pavillon (mandapa) zusammen mit König Druma davor. Dahinter steht eine Standarte mit einem darauf befestigten geflügelten Schneckenhorn. Das altindische Motiv des geflügelten Schneckenhorns hat sich aus einem aufrecht positionierten Schneckenhorn entwickelt, das mit der Spitze auf einer Lotoswurzel (Sanskrit padmamula) steht, aus der nach beiden Seiten Blätter zu sprießen beginnen. Eine verwandte Form, auch in seiner Funktion als Gefäß, ist der Krug (kalasha). Aus den Blättern wurden aufgespannte Flügel. Diese motivische Weiterentwicklung ist an zwei Reliefs am zentraljavanischen buddhistischen Candi Mendut (bei Magelang) aus dem 9. Jahrhundert zu erkennen.

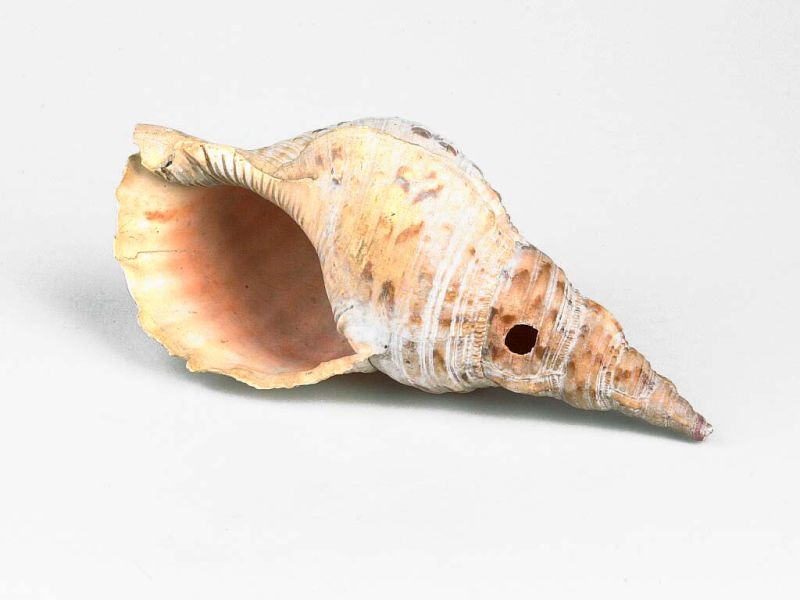
Quer geblasenes Schneckenhorn aus Südsulawesi. Tropenmuseum, Amsterdam, vor 1936

Aus der Zeit nach den buddhistischen und hinduistischen Reichen fehlen Berichte über die Verwendung von Schneckenhörnern auf Java. Im 15. Jahrhundert zogen sich die Herrscher des letzten hinduistischen Reiches von Majapahit auf die Insel Bali zurück. Dort wird bei manchen hinduistischen Zeremonien ein sungu genanntes Schneckenhorn verwendet, auch bei modernen Orchesterkompositionen, um auf die alten Traditionen Bezug zu nehmen. Balinesische Quellen aus dem 16. Jahrhundert beschreiben die Musik bei der Aufführung des Wangbang Wideya, einer Erzählung der altjavanischen Versgattung kakawin aus dem Zyklus um den mythischen Prinzen Panji, die in zahlreichen Versionen auf die wayang-Bühne gebracht werden (etwa als wayang beber). Das Orchester (gamelan) des Wangbang Wideya bestand aus samepa (mutmaßlich ein Streichinstrument, vgl. rebab), cantung (einsaitige Stabzither wie die kambodschanische kse diev), beide gespielt vom musikalischen Leiter (dalang), eine gending gong-Gruppe (verschiedene Metallophone), Trommeln, Zimbeln) und Schneckenhorn.
Heute kommt das Schneckenhorn in der balinesischen Musik noch in der sehr seltenen gamelan-Formation gong bheri vor, deren Name sich auf die aus der chinesischen Musiktradition stammenden großen hängenden Flachgongs bheri bezieht. Neben zwei bheri besteht das Ensemble aus einem klentong (kleiner hängender Buckelgong), einer bedug (große zweifellige Fasstrommel), zwei tawa-tawa (Kesselgongs), drei kempur (hängender Buckelgong) und einem sungu (Schneckenhorn).
Außerhalb des indischen Kultureinflusses ist das Schneckenhorn in Indonesien selten und nur auf einigen östlichen Inseln bekannt. Walter Kaudern (1927) trägt seine Reisebeobachtungen um 1920 und einen niederländischen Bericht von 1890 über Sulawesi zusammen, wonach das Tritonshorn bei den Toraja in Südsulawesi als ntoea-ntoeangi bekannt war (heutige indonesische Schreibweise tuang-tuang, „Signalhorn“). Zumindest an den Küsten von Sulawesi wurde das Horn quer geblasen. Ende des 19. Jahrhunderts wurden Nachbardörfer mit Schneckenhörnern vor einer Gefahr gewarnt und Kaudern bemerkte, dass Bootsleute Schneckenhörner bliesen, um bei Flaute Wind für die Segelboote aufkommen zu lassen.
Bei den Minahasa in Nordsulawesi werden etwa 20 Schneckenhörner unterschiedlicher Größe zu einem orkes bia genannten Ensemble zusammengestellt. Orkes (von niederländisch orkest, „Orchester“) bezeichnet in ganz Indonesien und vor allem in Nordsulawesi relativ junge Ensembleformationen mit traditionellen oder europäischen Instrumenten, beispielsweise orkes gambus (mit der Laute gambus), orkes oli (Maultrommel oli, Fiedel, Kernspaltflöte) oder orkes bambu suling (12 bis 20 Bambusflöten suling und Trompeten). Die Schneckenhörner (bia) haben mehrere Löcher, um mehrere Töne spielen zu können. Im orkes papurungan spielen bia, Rahmentrommeln rebana oder Fasstrommeln gendang, Kastenxylophon kolintang, Kernspaltflöte bansi und sechs unterschiedlich große Gongs momongan zusammen.
Ansonsten kommen Schneckenhörner als Signalinstrumente bei manchen seefahrenden Völkern an indonesischen Küsten vor, etwa bei den Orang Laut zwischen Südsumatra und den Riau-Inseln. Vermutlich werden sie alle über ein seitliches Loch nahe am Ende angeblasen. Schneckenhörner in dieser Funktion werden tuang-tuang genannt, wie auch ersatzweise verwendete Bambusstampf- oder Bambusschlagröhren.

### Osttimor
Das quer geblasene Schneckenhorn puhu puhu bei den Fataluku in Osttimor durfte früher nur mit der Erlaubnis lokaler Führer gespielt werden. Durch den einen Ton des puhu puhu werden die Leute traditionell zu Dorfversammlungen gerufen, andere Ereignisse angekündigt und Besucher willkommen geheißen. Ähnliche Funktionen hat in zentralen Bergregionen das Büffelhorn karau dikur. Segler wollten bei einer Flaute mit dem puhu puhu den Wind in ihre Segel rufen.

## Ozeanien
In Ozeanien waren Schneckenhörner in allen drei Kulturregionen Melanesien, Mikronesien und Polynesien verbreitet. Am häufigsten war und ist das überwiegend quer geblasene Tritonshorn (Charonia tritonis), gefolgt von der Gehörnten Helmschnecke (Cassis cornuta), die wegen ihrer kurzen Form an der Spitze angeblasen wird, und der quer geblasenen Großen Rüsselschnecke (Syrinx aruanus). Von den Küsten Neuguineas über Melanesien, Mikronesien, Westpolynesien bis nach Hawaii und den Marquesas waren Cassis-Arten räumlich am weitesten verbreitet. Schneckenhörner wurden und werden noch regional als Signal- und Zeremonialinstrument eingesetzt, dessen magische Bedeutung mit Ursprungsmythen begründet wird. Schneckenhörner sind in Ozeanien die gebräuchlichsten Naturtrompeten, sie werden lediglich ausnahmsweise als Musikinstrument und überwiegend nur zur Produktion eines Tons geblasen.

### Neuseeland

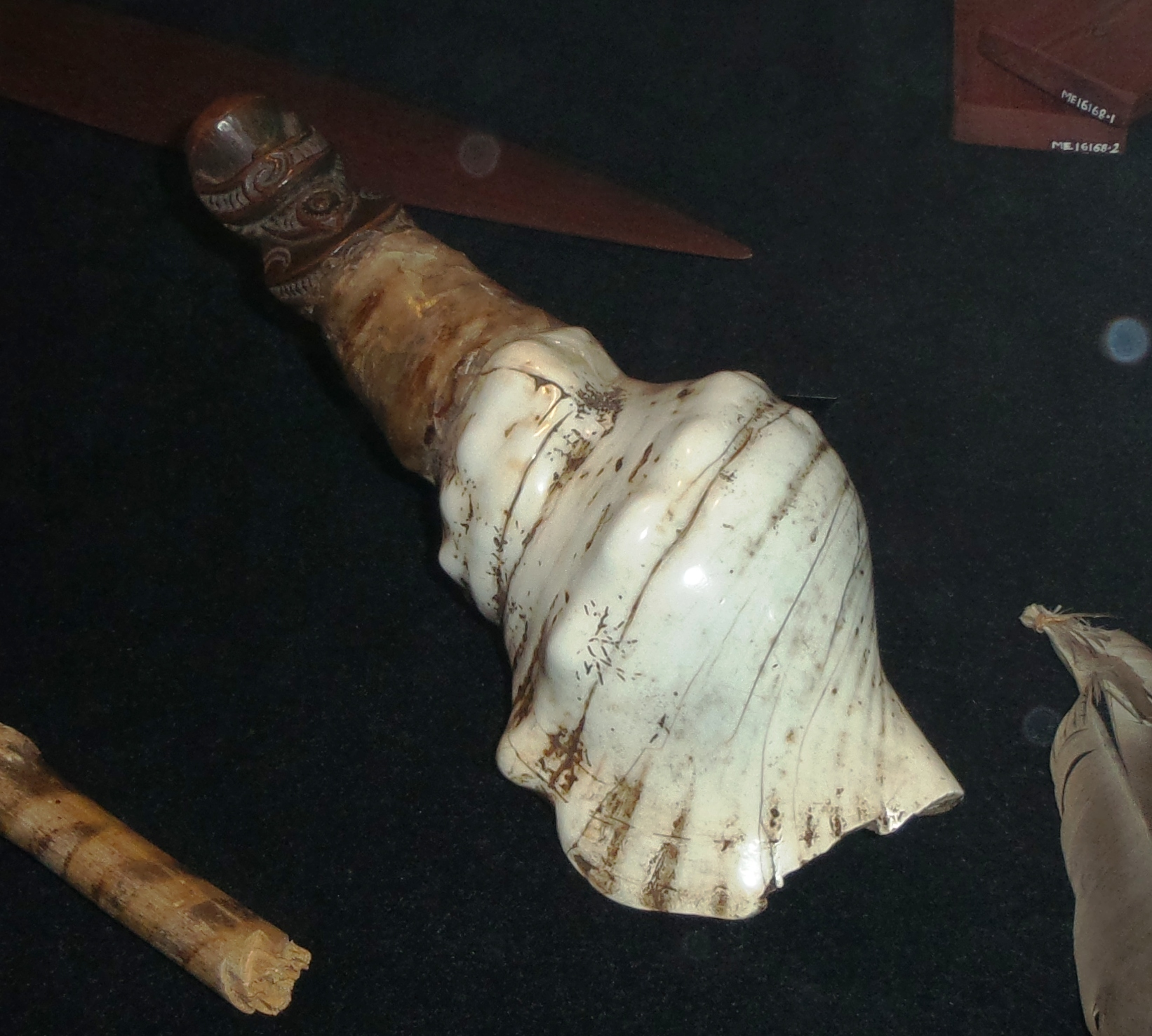
Pūtātara der Māori. Tritonshorn mit angesetztem Mundstück aus Holz. Museum of New Zealand Te Papa Tongarewa

Die Māori in Neuseeland nennen ihre traditionellen Musikinstrumente taonga pūoro und ihr Schneckenhorn pūtātara oder pu moana. Die Vorsilbe pū- bedeutet „blasen, Blasröhre“ und tātara heißt das seltene und daher hoch geschätzte neuseeländische Schneckenhorn. Der Spieler bläst das pūtātara durch ein an der Spitze angesetztes Mundstück aus fein verziertem Holz und verändert durch Öffnen und Schließen des Trichters mit der Hand Tonhöhe und Lautstärke, sodass auch melodische weiche Klänge entstehen können. Pūtātara mit hölzernen Mundstücken werden bereits in einem französischen Reisebericht (Journal du voyage fait sur le vaisseau le St Jean Baptiste) von 1769 erwähnt. Der Verfasser Pierre Antoine Monneron (1747–1801) vergleicht den Klang des Schneckenhorns mit einer Sackpfeife. Die typische Länge der an das Schneckenhorn angesetzten Holzröhre beträgt 10 bis 15 Zentimeter. Wahrscheinlich wurde das Holz früher aufgebohrt und nicht aus zwei Hälften zusammengeklebt.
Das traditionelle Signalinstrument, mit dem Häuptlinge zu Versammlungen auf den Dorfplatz riefen und die Geburt des ersten Sohnes verkündeten, ist eng mit der Herkunftslegende der Māori verbunden. Ein altes Exemplar eines pūtātara, das sich im Museum von Auckland befindet, heißt Te Awa a te atua („Fluss des Menstruationsblutes“). Es wurde nach der Erzählung von Tuwharetoa mitgebracht, der zur Besatzung des Kanus Arawa gehörte. Dieses Kanu war unter denjenigen Booten, mit denen die ersten Māori nach Neuseeland gelangten. Die Söhne Tuwharetoas und deren Nachkommen besiegten und vernichteten die anderen Stämme, die zu jener Zeit dort auf der Insel gelebt hatten. Dieses Exemplar ging 1846 bei einem Bergsturz verloren, wurde aber Jahre später wiedergefunden und 1880 an Kapitän Gilbert Mair übergeben. Neben dem pūtātara diente früher auch die 1–2,5 Meter lange Holztrompete pūkāea für kriegerische Auseinandersetzungen und um die Ankunft eines Häuptlings zu vermelden.

### Neuguinea
In Neuguinea, das kulturell zu Melanesien gehört, haben traditionelle Musik und Tanz eine wesentliche Funktion innerhalb der Dorfgemeinschaft bei Übergangsfeiern (Geburt, Initiation, Hochzeit, Tod), der Ernte, Einweihung eines Hauses oder der Fertigstellung eines Kanus. Für die Anrufung jenseitiger Mächte bei solchen Anlässen werden geeignete Musikinstrumente wie Trompeten, Flöten, Stimmverzerrer und Schwirrhölzer benötigt. In Küstenregionen dienen Schlitztrommeln und Schneckenhörner als entsprechende Geräusch- und Signalinstrumente. In einigen Berichten vom Anfang des 20. Jahrhunderts werden Schneckenhörner als Abwehrmittel gegen Geister oder Krankheiten erwähnt. So heißt es 1890 über das Gebiet Finschhafen, dass Schneckenhörner als Signalinstrument und „in mondlosen Nächten als Spukvertreiber“ geblasen wurden.
Durch Handel sind Schneckenhörner auch in einige Gebiete im Landesinneren gelangt, wo ansonsten Trompeten aus Holz oder Bambus als Signalinstrumente verwendet werden. Dies berichtet der australische Resident der Western Province im damaligen Territorium Papua Wilfred Norman Beaver (1916) über die Trompetentypen und ergänzt Beispiele für die mit quer geblasenen Schneckenhörnern durch den Wechsel von kurzen und langen Tonstößen signalisierten Botschaften: „Aufruf zum Kampf“, „Nachricht eines Todesfalls“ oder „Männer tragen ein Schwein ins Dorf“. Der australische Kolonialbeamte Ernest Chinnery (1917) bestätigt die ausschließlich rthythmische Signalgebung mit Schneckenhörnern, die keine Veränderung des Klangs kennt. Als Signalinstrumente wurden die Trompeten überwiegend von Männern, in Einzelfällen auch von Frauen geblasen. Die vereinbarten Signale galten nur regional oder innerhalb eines Stammes.
Bei quer geblasenen Schneckenhörnern befindet sich das Anblasloch allgemein meistens auf derselben Seite wie die Trichteröffnung, sodass diese nach hinten zum Spieler zeigt. Dies erleichtert es dem Spieler, mit einer Hand die Öffnung partiell abzudecken, um auf den Inseln, auf denen diese Technik genutzt wird, Tonhöhe und Klangfarbe zu beeinflussen. Bei einem kleineren Teil der Schneckenhörner ist das Anblasloch im rechten Winkel zur Öffnung angebracht, die deshalb beim Spielen nach oben zeigt und für die Hand schlecht erreichbar ist. Für die Verwendung als Signalinstrument in Neuguinea bedeutet dies keine Einschränkung.
Die um den Ort Sarmi an der Nordküste im indonesischen Teil Neuguineas lebenden Isirawa (rund 2000 Menschen) pflegen bei profanen Anlässen Gesänge mit Tänzen (fatiya), die von der gleichnamigen Trommel, Schneckenhörnern und kleinen Flöten begleitet werden. Männer, Frauen und Kinder, die an den Tänzen mitwirken, dürfen die Instrumente spielen.
Die Schneckentrompete ist auch in Neuirland ein Musikinstrument. Bei der dortigen Malanggan-Kultgemeinschaft ist das ungewöhnliche Reibholz und Ritualobjekt lounuat bekannt. Zum Frauentanz kuluptaine mit Gesang werden Schlitztrommeln Muschelrasseln, Hörner und Schneckentrompeten verwendet. In Neubritannien gehören zu den Musikinstrumenten das Holmxylophon tinbuk, Schlitztrommeln garamut, eine Sanduhrtrommel kudu, eine Bambusflöte tilitilo und zur Nachrichtenübermittlung eine Schneckentrompete (Kuanua tavur).

Die Gehörnte Helmschnecke in der Flagge der West New Britain Province symbolisiert die traditionelle Nachrichtenübermittlung.

Die ungewöhnlichste Musik für Schneckenhörner führte 1902 der junge lutheranische Missionar Heinrich Zahn (1880–1944) in der damaligen Kolonie Deutsch-Neuguinea ein. Bis dahin wurden in den christlichen Gottesdiensten Hymnen mit Melodien aus der Heimatregion der Missionare und Texten in den lokalen Sprachen gesungen. Zahn erlernte die austronesische Sprache Jabem, übersetzte das Neue Testament und etliche Hymnen auf Jabem. In den 1920er Jahren war er mit anderen Missionaren zur Ansicht gelangt, dass die europäischen Melodien von den Einheimischen nur unzureichend wiedergegeben würden und es besser sei, nur traditionelle Melodien des Landes in der Liturgie zu verwenden. Als er aber 1924 im Ort Hocpoi (im Gebiet der Bukawa) eine Klasse mit Missionshelfern zu unterrichten begann, führte Zahn eine Reihe von Schneckenhörnern in bestimmten Tonhöhen ein, die bislang nur rhythmisch verwendet worden waren. Es gab sonst keine melodiefähigen einheimischen Musikinstrumente. Die Schüler erlernten die Melodien mit Hilfe einer Ziffernnotation, die bei den Lutheranern bislang nicht in Gebrauch war. Das Schneckenhorn-Orchester, bei dem jedes Mitglied einen Ton blies, trat erstmals bei einem Gottesdienst im Juli 1927 öffentlich auf. Vom Erfolg beflügelt und weil die Musiker über das Schneckenhornspiel den Ansatz eines Blechblasinstruments erlernt hatten, stellte Zahn in den folgenden Jahren ein kombiniertes Orchester aus 25 Schneckenhörnern mit 10 aus Bayern eingeführten Trompeten und Posaunen zusammen. Ab 1928 nahm Zahn Wachswalzen mit diesem Orchester und Gesang für das Berliner Phonogramm-Archiv auf. Nach dem Zweiten Weltkrieg wurde die Tradition des Schneckenhornorchesters mit nun englischsprachigen Hymnen wiederaufgenommen. Durch die 1960er und 1970er Jahre traten solche Orchester bei Gottesdiensten auf. In den 1990er Jahren trug das Orchester den Namen Hocpoi Youth Conchshell Band.
Auf den zwischen Neuguinea und der Nordspitze Australiens gelegenen Torres-Strait-Inseln, die überwiegend zum australischen Bundesstaat Queensland gehören, werden Schneckenhörner nur auf den von der melanesischen Kultur Neuguineas beeinflussten Inseln gebraucht. Vom australischen Festland sind keine traditionell verwendeten Schneckenhörner bekannt.

### Vanuatu
In Vanuatu, einem Inselstaat in Melanesien, war das Schneckenhorn (bubu) das am weitesten verbreitete Blasinstrument, verwendet bei Zeremonien und zur Signalgebung. Ansonsten sind eine Bambuskerbflöte, eine gebündelte Panflöte, eine in der Mitte angeblasene Bambusquerflöte und eine Quertrompete aus Bambus bekannt; letztere als Ersatz für das Schneckenhorn. Das für alle Zwecke bedeutendste einheimische Musikinstrument von Vanuatu ist eine große stehende Schlitztrommel.
Auf der Insel Malakula wurden in der Vergangenheit vor der Christianisierung in gewissen Abständen große Zeremonien (maki) zur Initiation in die Altersklassen durchgeführt, die mit komplexen und dramatischen Ritualen verbunden waren. In deren Zentrum gehört das Schlachten vieler Schweine und der anschließende Verzehr von heiligem Essen, das auf einem speziellen Herd im Männerhaus zubereitet wurde. Mit bestimmten Schneckenhornsignalen wurde über die Aktivitäten bei der maki-Zeremonie informiert, etwa um die Form der Eckzähne der für das Mahl getöteten Schweine anzugeben. Je stärker gekrümmt die Eckzähne sind, desto höher ist der Wert des Ebers. Dies wurde in unterschiedliche Klänge des Schneckenhorns übersetzt, produziert durch Abdecken der Öffnung mit der Hand. Mit zwei Schneckenhörnern (tavua) unterschiedlicher Tonhöhen erzielten die Spieler durch Regulierung mit der Hand sorgfältig geplante tonale Überlagerungen.
Das traditionelle Jahr in Melanesien richtet sich nach dem Yamszyklus und beginnt mit der Ernte des Yams. Das Fest zur Yamsernte läutet eine Folge weiterer Feste im Jahresverlauf ein, die erst durch die nunmehr gesicherte Nahrungsgrundlage möglich werden. Nach Berichten aus den Jahren 1887 und 1943 von der Insel Ambrym türmten beim Yamsfest die Männer Yams und Kochbananen in der Mitte des umschlossenen Platzes auf und zwei Musiker begannen, ihre Trommeln (atingting) kräftig zu schlagen. Dazu wurden Schneckentrompeten geblasen und alle Männer schrien und jubelten. Dann wurde die Nahrung sorgfältig gestapelt und möglichst gerecht aufgeteilt an alle Anwesenden übergeben. Die gesamte Zeremonie fand ohne Frauen statt, die nur von außerhalb durch eine Umzäunung aus Palmblättern einen Blick darauf werfen konnten.
Die Signale des Schneckenhorns auf Malekula wurden – wie auch für andere Inseln zutreffend – als eine Art Morsecode beschrieben, der aus dem Wechsel von langen und kurzen Tonstößen besteht. Heute besitzt das Schneckenhorn weiterhin eine Bedeutung bei manchen Ritualen in Vanuatu, aber kaum noch als Signalinstrument. Hierfür wird regional eine Schlitztrommel eingesetzt. Die Fischer der Insel Ambae verständigen sich mit dem Schneckenhorn tapáe, wenn sie ihre Netze einbringen und verändern den Klang mit der Hand.

### Neukaledonien
Neukaledonien ist die südlichste Inselgruppe von Melanesien. Das dort ausschließlich verwendete Tritonshorn (Charonia tritonis) dient dazu, die Gemeinschaft zusammenzurufen und ist bis heute ein Zeichen der Häuptlingswürde, an dessen Haus es als Relief am Dachfirst auftaucht. Andere traditionelle Blasinstrumente sind eine Bambuspanflöte, kleine Doppelrohrblattinstrumente und eine Kolbenflöte. Eine aus einem Papaya-Blattstiel hergestellte Spaltflöte und eine Quertrompete aus demselben Material ist heute verschwunden. In allen einheimischen Sprachen Neukaledoniens heißt das Schneckenhorn lautmalerisch tutu oder cucu, in der Sprache Paicî abgewandelt tuu, wie auch der auf eine gewisse Entfernung ähnlich klingende Ruf der Riesenfruchttaube (déa tuu) genannt wird.
Das Tritonshorn wird quer geblasen. Die einheimische Bevölkerung der Kanaken produziert nur einen Ton, dessen Klang auch mit der Hand nicht verändert wird. Früher wurde mit dem Schneckenhorn die Ankunft eines Schiffes, der Tod eines Häuptlings oder der Beginn der Yamsernte gemeldet und zum christlichen Gottesdienst gerufen. Trauernde kündigten damit ihre Ankunft am Bestattungsort an. Außerdem hatte das Schneckenhorn eine rituelle Funktion bei Übergangsfeiern und anderen Zeremonien.

### Fidschi

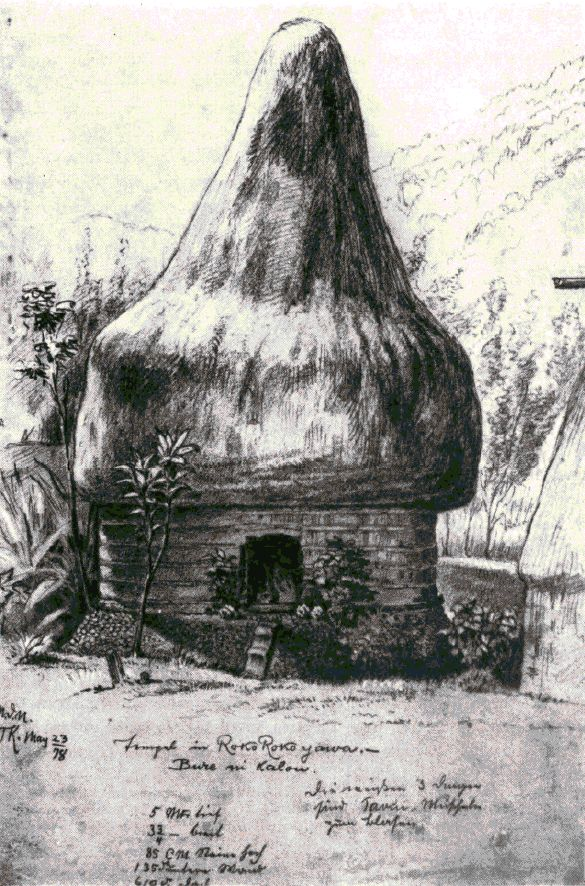
Götter- oder Geisterhaus mbure kalou der traditionellen Fidschi-Religion mit Schneckenhörnern seitlich vom Eingang. Zeichnung von Theodor Kleinschmidt im Dorf Narokorokoyawa auf der Insel Viti Levu, 1878

Die Insel Fidschi im Osten von Melanesien bildet eine Ausnahme, weil hier außer dem generell quer geblasenen Tritonshorn auch die endgeblasene Riesenfroschschnecke (Tutufa bubo) verwendet wird, bei der als Besonderheit ein Loch in die Seitenwand der Schallöffnung gebohrt ist. Das Loch erreicht die Spiralwindung kurz vor ihrem Austritt und dient als Fingerloch, wie es bereits im Katalog der ethnografischen Südsee-Sammlung des Museum Godeffroy von 1881 heißt: „Am Hinterrande der Mündung, nahe der Spindel ein rundes Loch eingebohrt, um den Ton zu moduliren.“ Durch Öffnen und Schließen des Fingerlochs lassen sich zwei Töne und durch leichtes Bewegen des Fingers gleitende Übergänge hervorbringen. Bei den quer geblasenen Tritonshörnern befindet sich das ungefähr quadratische Anblasloch stets auf der Seite der Schallöffnung, aber nicht immer in derselben Spiralwindung.
Verwendet wurden die auf Viti Levu gesammelten Schneckenhörner der Art Tutufa bubo „...um die Eingeborenen zum Götzendienst zu versammeln und lagen daher solche stets am Eingange der heidnischen Tempel.“ Eine Zeichnung des Naturforschers Theodor Kleinschmidt von 1878 zeigt, dass die als Tutufa bubo erkennbaren Schneckenhörner auf einem Podest seitlich vom Eingang eines Göttertempels (Geisterhauses, mbure kalou) ausgelegt waren. Im Unterschied dazu wurden die quer geblasenen Tritonshörner auf Viti Levu als Signalinstrumente beim Fischen von Schildkröten und auf Kanus bei Kriegszügen verwendet. Vor einem Angriff wurden nach Berichten aus dem 19. Jahrhundert heilige Trompeten am Tempel geblasen, um den Feind zu erschrecken. Des Weiteren wurden sie als Warnung bei Naturkatastrophen, bei Beerdigungen und Beschneidungsfeiern geblasen.
Es ist unklar, ob es sich bei der unterschiedlichen Verwendung von längs und quer geblasenen Schneckenhornarten um zwei kulturelle Einflüsse handelt, die sich überlagerten, oder um die funktionale Aufteilung sakral – säkular innerhalb einer Kultur. Mit der Christianisierung verschwand die traditionelle Religion völlig und Tutufa bubo kommen nur noch archäologisch an ehemaligen Tempeln zum Vorschein, während Tritonshörner weiterhin verwendet werden.

### Polynesien
Viele Inseln im Westen von Polynesien wie Samoa, Tonga, Niue und Tuvalu standen durch vorkolonialen Handel untereinander und mit der nahegelegenen melanesischen Insel Fidschi im kulturellen Austausch. Die charakteristischen Instrumentalensembles der polynesischen Inseln bestehen aus Schlitztrommeln und Schneckenhörnern. Manche Exemplare beider Instrumentengruppen besaßen früher eine sakrale Bedeutung und wurden als Jenseitsstimmen bei Wahrsagungen gedeutet.
Die Herkunft der Musikinstrumente erzählt ein Mythos aus Rarotonga, der größten der Cookinseln. Die Urheimat der Polynesier lag demnach weit im Westen an einem Ort namens Avaiki. Der Kulturheror von Rarotonga, Tangi’ia, soll im 13. Jahrhundert mit einem Boot von Tahiti nach Rarotonga gekommen sein, wo er die Genealogie der Häuptlinge etablierte. Von den Göttern in Avaiki habe er die heiligen Tänze (eiva) und einige Gegenstände, darunter die Felltrommel pa’u, die Schlitztrommel ka’ara und das Schneckenhorn pu mitgebracht. Eine andere Erzählung handelt davon, wie ein Mann von den Tuamotu-Inseln auf der Suche nach seinem ältesten Sohn unterwegs war und die Insel Mangareva erreichte. Das eine Schneckenhorn, das er dabei hatte, erhielt letztlich der Bruder des Königs von Mangareva, obwohl auch der König das Instrument haben wollte.
Das Schneckenhorn symbolisierte einige Götter der polynesischen Glaubensvorstellungen, vor allem die unter zahlreichen Namen verehrten Kriegsgötter, darunter Oro auf den Gesellschaftsinseln, Ku auf Hawaii und Tane auf Tahiti. Jede Siedlung kannte außer den nationalen Kriegsgöttern noch lokale Kriegs- und Schutzgottheiten (aitu). Im Bezirk Tuamasaga auf Samoa bewachten die Kriegspriester (O Tausi-aitu-tau, „Aufseher des Kriegsgottes“) die zu den Kriegsgöttern gehörenden Ritualobjekte. Sie trugen als Emblem das heilige Schneckenhorn pu, das sie O Aitu-langi („Himmelsgötter“) nannten. In ihren Tempeln hatten die Priester an zentraler Stelle einen Gegenstand, den sie mit religiöser Verehrung betrachteten. In einem Tempel hing beispielsweise ein Schneckenhorn in einem Korb von der Decke herab, wodurch George Turner (1884) zufolge der Anschein erweckt werden sollte, der Gott selbst würde es blasen, wenn er die Menschen in den Krieg schicken wollte.
Die auf Tonga gespielte Schlitztrommel lali und das Schneckenhorn kele’a kamen wahrscheinlich von Fidschi. Obwohl im Meer um Tonga und in ganz Polynesien die Arten Charonia tritonis und Cassis cornuta vorkommen, dient auf Tonga nur das Tritonshorn als Blasinstrument. Es wurde früher im Krieg, bei Zeremonien und bei der Suche nach verschwundenen Fischern verwendet. Bis heute wird es zum Fischfang (besonders von Haien und Bonitos) und für diverse Ankündigungen im Dorf eingesetzt. Das quer geblasene Horn besitzt ein seitliches Anblasloch zum dritten oder vierten Umgang. Die übrigen Blasinstrumente auf den Tonga-Inseln (Panflöte, Nasenflöte) sind verschwunden.
Ein besonderes, vermutlich seit vorkolonialer Zeit existierendes Ensemble auf der zu Tonga gehörenden Insel Niuatoputapu setzt sich aus zwei bis neun Schneckenhörnern unterschiedlicher Tonhöhen zusammen, die für ihr mehrstimmiges Spiel bei besonderen Anlässen bekannt sind. Die Tonhöhe wird mit der Hand in der Öffnung beeinflusst. Früher bliesen sie im gesamten Tonga-Gebiet, auf Niuatoputapu zumindest noch in den 1980er Jahren, vor und während Cricketspielen. Die älteste Beschreibung eines der musikalischen Unterhaltung dienenden Schneckenhornensembles findet sich in der Tongan Government Gazette vom November 1880. Demnach bliesen drei junge Männer Schneckenhörner mit unterschiedlichen Tonhöhen bis zu einer Stunde andauernd in einer bestimmten Abfolge lang und kurz, sodass sich eine zwar monotone, aber dennoch musikalische Darbietung ergab.
Über die Musik von Tuvalu vor Beginn der europäischen Kolonisierung Mitte des 19. Jahrhunderts ist nahezu nichts bekannt. Es gab nur wenige Musikinstrumente, darunter Schneckenhörner pu und Schlitztrommeln lali, die noch gelegentlich als Signalinstrumente verwendet werden. Ansonsten haben heute Kirchenglocken und leere Gasflaschen diesen Zweck übernommen.
Auf Hawaii werden beide Schneckenarten längs geblasen. Ein Foto aus dem Bernice P. Bishop Museum (vor 1965) zeigt einen Mann, der beim Spiel eines Tritonshorns mit einer Hand in die Öffnung greift, eine außer auf Tonga sonst in Polynesien unübliche Spielweise. Heute wird in Hawaii mit dem pu zur Eröffnung von Veranstaltungen, etwa beim Hula-Tanzfestival, sonstigen Festen (Lūʻau) und bei Familienfeiern (Hochzeiten) ein langgezogener Ton produziert.
Nach einer Beschreibung von 1938 gab es auf der zu Französisch-Polynesien gehörenden Insel Mangareva ein Schneckenhorn, bei dem in einer ungewöhnlichen Spielweise durch Einsaugen von Luft Töne nach dem Prinzip der sucked trumpets produziert wurden. Die bekannteste Vertreterin dieser sehr seltenen Instrumentengruppe ist die nolkin in Chile.

### Mikronesien
In allen Kulturen Mikronesiens gab es Schneckenhörner, die meist als Signalinstrument und gelegentlich bei Zeremonien verwendet wurden. Die christliche Missionierung verdrängte im Verlauf des 19. Jahrhunderts vollständig frühere Glaubensvorstellungen. Die Missionare hatten auch die Aufgabe, die verbreiteten Bambusflöten als Erzeugnisse des Heidentums einzusammeln, wodurch einige in Museen gelangten. Ein durch seine Veröffentlichungen und sein Wirken bekannter Missionar war Robert Logan, der 1874 zusammen mit seiner Frau Mary im Auftrag der Missionsgesellschaft American Board of Commissioners for Foreign Missions (ABCFM) auf der Insel Pohnpei in den Karolinen eine Station errichtete. Nachfolgend bemühte er sich um die Beilegung von Stammeskonflikten im westlich gelegenen Chuuk-Atoll im Zentrum der Karolinen. Musikinstrumente und sonstige Klangerzeuger hatten einen wesentlichen symbolischen Anteil an der Christianisierung und Kolonisierung der Inseln. So meldeten es ABCFM-Missionare im Jahr 1885 stolz als zivilisatorischen Fortschritt, dass das bislang verwendete Schneckenhorn an der Kirche auf einer Insel im Chuuk-Atoll durch eine Glocke ersetzt worden war. Heute werden teilweise Elemente der Inseltradition in die Liturgie integriert. Bei einem katholischen Gottesdienst im Jahr 2006 im Chuuk-Atoll wurde der Kirchengesang von einem Keyboard begleitet, danach bliesen Messdiener große Schneckenhörner (sewi), während das Modell eines Kanus als Symbol für die Ausbreitung des Glaubens vor den Altar getragen wurde.
Das Schneckenhorn ist in Mikronesien generell mit magischen und spirituellen Praktiken verbunden. Zumindest auf der Insel Pohnei wird das sewi genannte Tritonshorn nach einer Beschreibung von 2011 noch bei manchen Anlässen verwendet. Das sewi gehörte dort zum Bereich des Häuptlings und wurde entsprechend mit Respekt behandelt. In ganz Mikronesien wurde es stets nur rhythmisch und ohne Klangveränderung geblasen. Sewi oder nach anderer Aussprache saui heißt das Schneckenhorn auf den zentralen Karolineninseln des Chuuk-Atolls und der Insel Satawal, auf Puluwat wird es haui, auf Pohnpei sowi und auf Ifalik taui genannt.
Die Chamorro, die indigene Bevölkerung auf der Insel Guam, besaßen den spärlichen historischen Berichten zufolge wenig Musikinstrumente, darunter eine Bambusmaultrommel, einen Musikbogen, eine Bambusflöte und das Tritonshorn, das als Friedenssignal geblasen wurde. Heute bilden dessen Töne den Auftakt bei manchen Festveranstaltungen.

## Amerika

### Nordamerika
Schneckenhörner, die ausschließlich längs geblasen werden, sind aus Süd-, Zentral- und Nordamerika bekannt. Da um Nordamerika überwiegend die Meere als Lebensraum für große Schnecken zu kalt sind, müssen die bei archäologischen Grabungen im Norden bis nach Kanada gefundenen Schneckenhörner importiert worden sein. Ob diese Fundobjekte aus dem 1. Jahrtausend musikalisch verwendet wurden, ist unklar. Vereinzelt wurden Schneckenhörner im Norden auch noch später verwendet. Es gibt Berichte aus der Mitte des 18. Jahrhunderts, wonach die Lenape in Pennsylvania im Nordosten der Vereinigten Staaten mit dem Schneckenhorn die Gläubigen zum Gebet riefen. So soll es dem Quäker John Woolman zufolge am 17. Juni 1761 im Dorf Wehaloosing (heute Wyalusing) geschehen sein. Im Royal Ontario Museum ist ein Schneckenhorn (Große Fechterschnecke) archiviert, mit der eine Tuscarora-Gruppe in Ontario ihre Gemeinschaft ins Langhaus rief.
Hauptsächlich wird über Schneckenhörner aus dem Südwesten der Vereinigten Staaten berichtet, auch wenn diese im Vergleich zu anderen Fundobjekten von dort selten sind. Die frühesten Exemplare aus Grabstätten werden in das 8. Jahrhundert datiert, die meisten stammen aus platform mounds (Erdhügel in Gestalt eines Pyramidenstumpfs) ab dem 12. Jahrhundert, auf deren ebener Fläche religiöse Kulte praktiziert wurden.
Eine nordamerikanische Kultur, von der Schneckenhörner gefunden wurden, ist die Hohokam-Kultur im heutigen Bundesstaat Arizona, die ungefähr vom 4. bis zum 15. Jahrhundert existierte. Im Südwesten der Vereinigten Staaten wurden an zwölf Ausgrabungsstätten Schneckenhörner gefunden, davon liegen sieben Orte im südlichen Arizona im Gebiet der Hohokam. Bei den Fundobjekten war die Spitze abgeschlagen und die Öffnung geglättet, sodass sie als Blasinstrumente zu identifizieren sind. Zahlreiche Schneckenhörner besitzen kleine Löcher am Rand der Öffnung, an denen mutmaßlich eine Trageschleife befestigt war. Die Schneckengehäuse verschiedener Arten stammten offenbar vom Golf von Kalifornien, sie waren ein bedeutendes Handelsgut und kommen in allen Siedlungsschichten der Hohokam-Kultur vor.

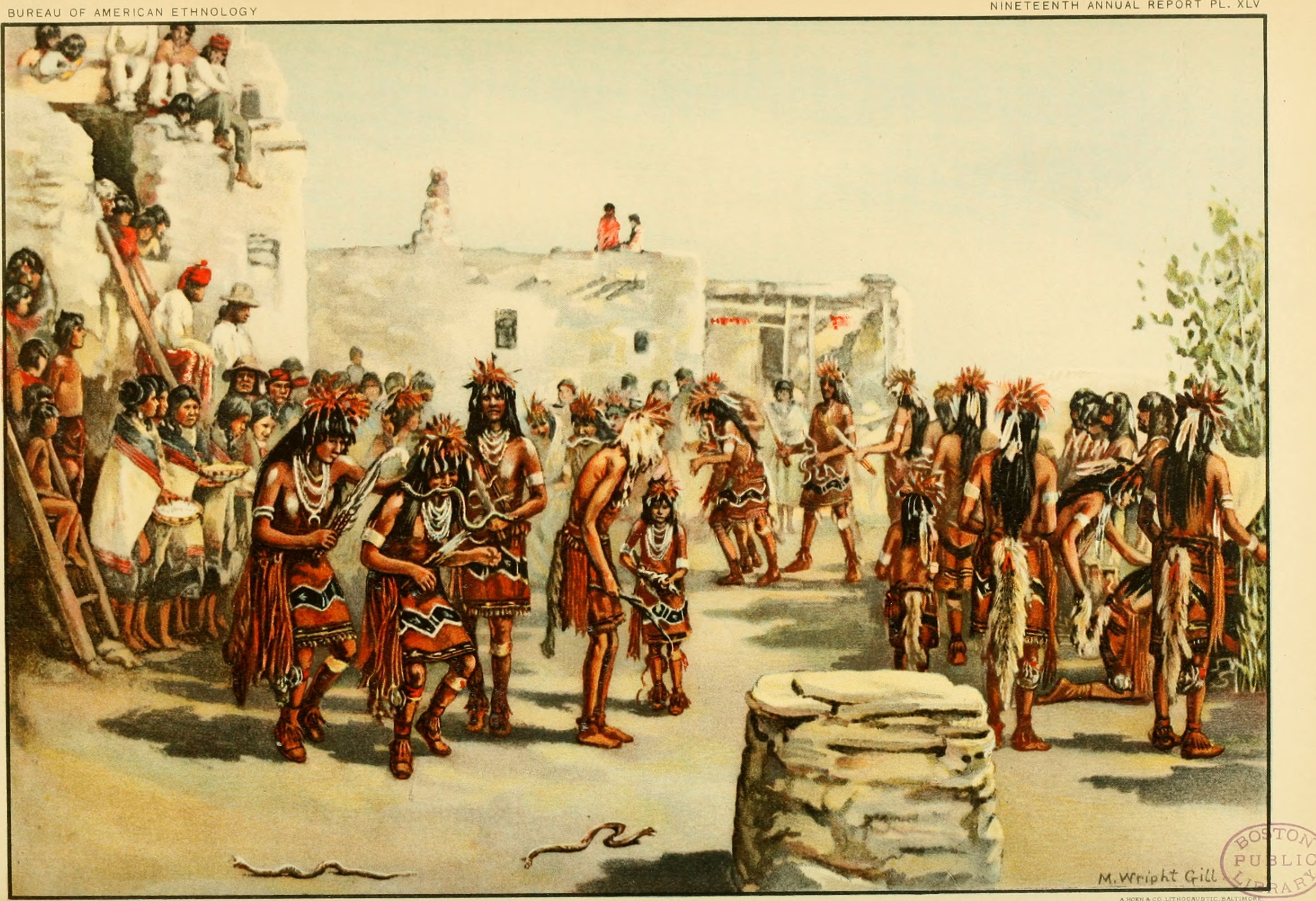
Schlangentanz der Hopi. Illustration im Jahresbericht des Bureau of American Ethnology von 1897

Einige Schneckenhörner wurden in der heute Snaketown („Schlangenstadt“) genannten Siedlung ausgegraben. Sie gehörten zum Kult der Gefiederten Schlange, einer in Mittelamerika damals weit verbreiteten Gottheit, die unter anderem bei den Azteken und Tolteken als Quetzalcoatl, bei den Maya als Kukulkan und bei den Zuñi als Kolowisi bekannt war. Bei den Hohokam, später bei den Zuñi in New Mexico und den Hopi im Nordosten von Arizona fungierte die Schneckentrompete als Repräsentant der Gefiederten Schlange und ihr Klang gab ihre Stimme wieder. Daneben hat das Schneckenhorn noch weitere Bedeutungen im Zusammenhang mit Kriegsführung, Heilungsritualen und Magie. Die Zuñi verwendeten das „Große Schneckenhorn“ (tsu’thlanna) als magische Medizin, mit der sie sich der spanischen Eroberer zu erwehren hofften, wie aus Berichten über den Angriff von Francisco Vásquez de Coronado im Jahr 1540 und über den Pueblo-Aufstand von 1680 hervorgeht. Das „Große Schneckenhorn“ galt als übernatürliche Macht, die beim Blasen des Horns eine Wirkung gegen fremde böse Magie und andere Feinde entfaltet. In einigen ethnografischen Schilderungen heißt es, „Männer des Großen Schneckenhorns“ hätten selbiges auf den Altar gelegt, Lieder gesungen, in das Horngeblasen und beim Erscheinen einer der Hexerei verdächtigten Frau deren Namen gerufen. Diese sei verrückt geworden, hätte Blut gespuckt und sei letztlich an der „Große-Schneckenhorn-Krankheit“ gestorben. Dieser Erzählung zufolge beerdigten die Zuñi danach das Schneckenhorn, um sich selbst vor seiner magischen Kraft zu schützen. Als sie es später gegen angreifende Navajo wieder hervorholen wollten, fanden sie es nicht mehr. Es gibt etliche Varianten dieser Erzählung von der magischen Kraft des Hornblasens im Kampf gegen Feinde.
Die Verbindung von Krieg, Heilungsritualen und schwarzer Magie kommt auch beim Schlangentanz zum Ausdruck, den die Hopi bis heute alle zwei Jahre aufführen und dessen Anfänge mutmaßlich in prähistorische Zeit zurückreichen. Von den ersten acht Tagen des neuntägigen Rituals sind fremde Besucher ausgeschlossen. Das Ritual beinhaltet eine komplexe Dramaturgie um Schlangen, die freigesetzt werden, um in allen Himmelsrichtungen nach Regen zu suchen. Zur Ausstattung gehört ein Altar, auf dem Schneckenhörner und andere kleine Gegenstände aus dem militärischen Bereich liegen.

### Mittelamerika

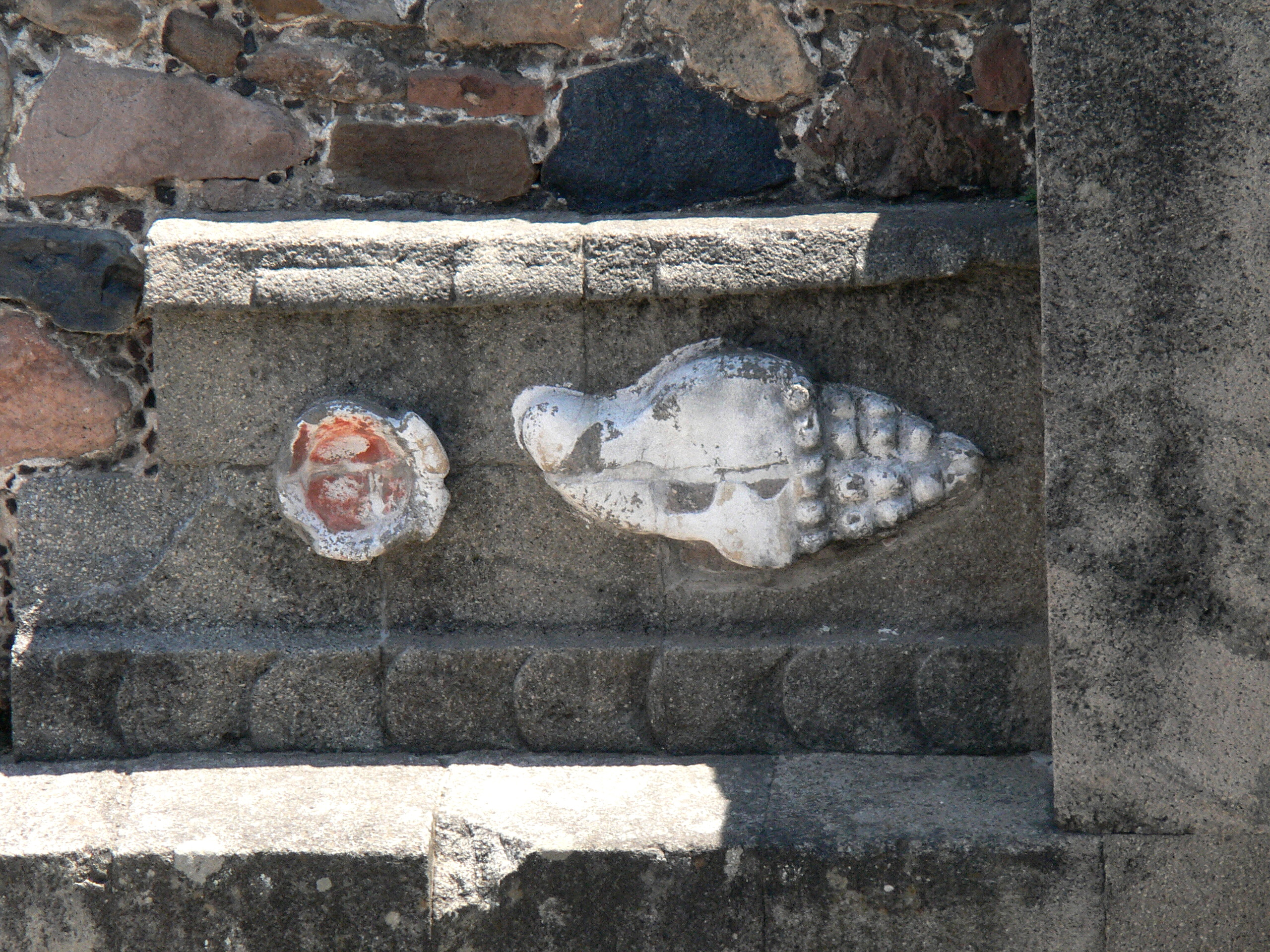
Schneckenhorn-Relief am Quetzalcoatl-Tempel in der Ciudadela in Teotihuacán

In Mittelamerika, der Region südlich des Rio Grande, sind archäologische Funde von Schneckenhörnern wesentlich häufiger als nördlich davon. In präkolumbischen Kulturen Mesoamerikas besaßen Schneckenhörner eine große zeremonielle Bedeutung. Sie sind seit dem Ende der frühen präklassischen Periode in Gräbern von Tlatilco (Kernzeit um 1300–800 v. Chr.) nachgewiesen. Erhaltene Exemplare (der Art Turbinella angulata) werden in die klassische Periode (um 200–900 n. Chr.) und in die anschließende postklassische Periode bis zur spanischen Eroberung 1521 datiert.
Aus Teotihuacán, einer vom 2. bis zum 7. Jahrhundert blühenden Stadt, die ein großes Gebiet in Zentralmexiko kontrollierte, sind mit einer polychromen Gipsschicht überzogene Schneckenhörner erhalten. Zwei um 500 n. Chr. datierte große Exemplare (Triplofusus princeps, Panama-Pferdeschnecke), die im Nationalmuseum für Anthropologie in Mexiko aufbewahrt werden, zeigen bei den in die Gipsschicht eingeritzten Mustern, Schriftzeichen (Doppel-Glyphe) und farbig gefassten Flächen den typischen Stil von Teotihuacán, der durch exakte rechtwinklige und runde Formen gekennzeichnet ist. In Längsrichtung verläuft ein gelb-rot ausgemaltes Zickzack-Muster. Die Schneckenhörner wurden längs geblasen. Eines der Schneckenhörner mit 36 Zentimetern Länge fand sich bei einem der Altäre der Stadt, sie gehörten also zum Kult der Priester und waren heilige Instrumente. Andere Schneckenhörner waren zeremonielle Grabbeigaben. Ein Schneckenhorn der Art Triplofusus giganteus (Große Pferdeschnecke) aus einem Grab an der Mondpyramide wird auf 350 n. Chr. datiert. Es lag mit der Öffnung nach Westen, wo die Sonne untergeht und in die Unterwelt verschwindet.

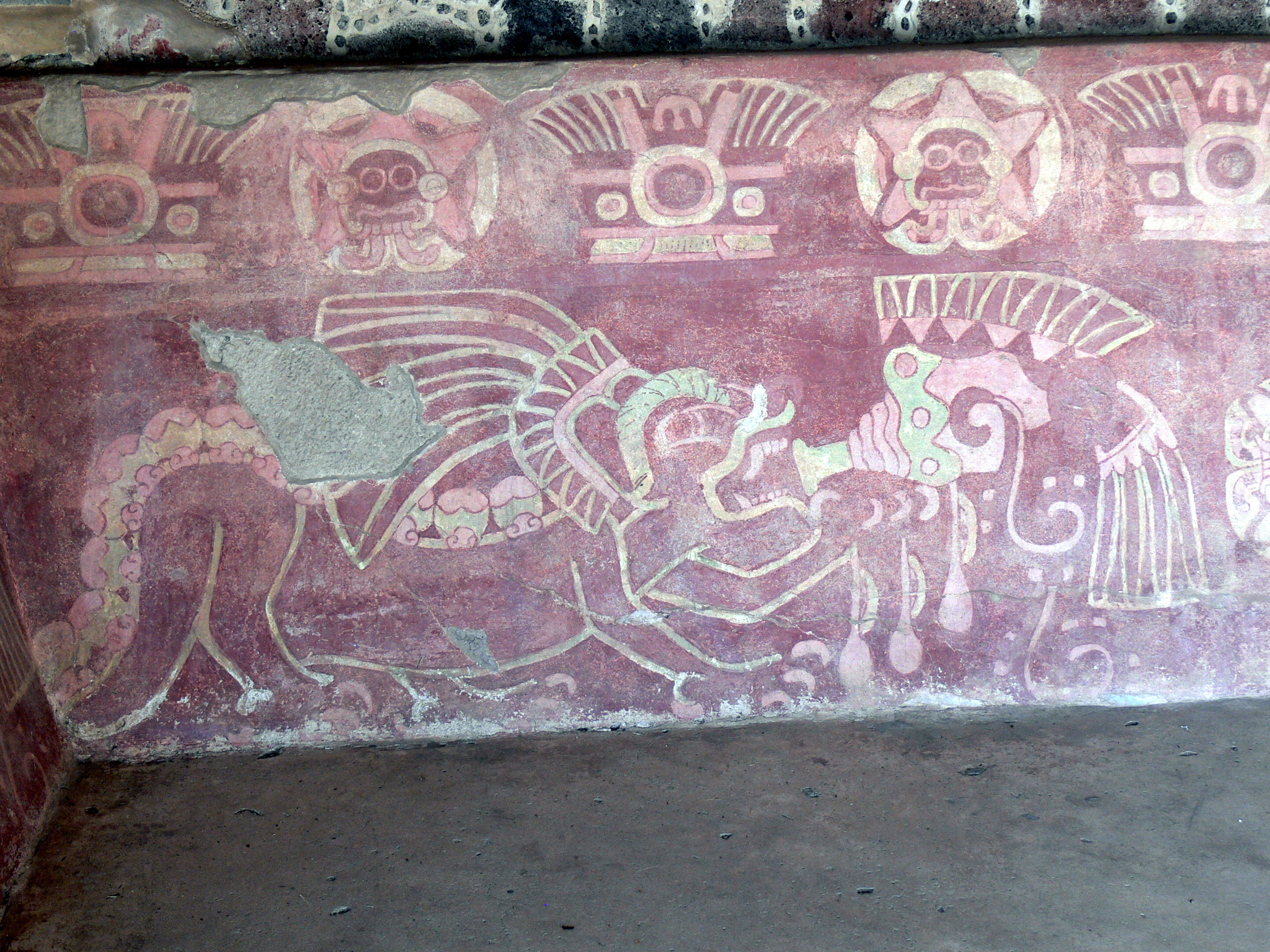
Wandmalerei im Palacio de Quetzalpapalotl, Teotihuacán. Ein Jaguar bläst ein Schneckenhorn. Um 500 n. Chr.

Im Palacio de Quetzalpapalotl (Nahuatl-Sprache, auch spanisch Palacio de las Mariposas, „Palast der Schmetterlinge“) in Teotihuacán, der um 500 n. Chr. datiert wird, findet sich auf großflächigen Wandmalereien die Abbildung eines Schneckenhorns mit einem angesetzten trompetenartigen Mundstück, das ins aufgesperrte Maul eines Jaguars ragt, der einen Federkopfputz trägt und das Instrument bläst. Bei den Maya war der Jaguar ein Gott der Unterwelt und ein Schutz- und Fruchtbarkeitsgott, was auf die besondere kultische Bedeutung des Schneckenhorns verweist. Im selben Palast ist am Pfeiler eines Altars ein Relief mit einem Schneckenhorn zu sehen, dessen Mundstück demjenigen der Wandmalerei entspricht. Das Mundstück war entweder eine Tonröhre oder ein langgestreckter Fleshtunnel aus Stein und wurde mit Wachs angeklebt. An der Unterseite des Schneckenhorns ist ein breiter Federschmuck zu erkennen. Ein solcher Federschmuck bestand aus den langen grünen Schwanzfedern des heiligen Quetzal (Pharomachrus mocinno), die über oft lange Entfernungen herbeigeschafft wurden und – am Rand der Trichteröffnung und an dessen vorderer Spitze befestigt – vielleicht den Schopf und den Schwanz des Vogels repräsentieren sollten. Auf Wandmalereien im Palast von Tetitla hingegen erscheinen Schneckenhörner gänzlich in Vögel, genauer in Königsgeier, verwandelt. Am Palacio de Quetzalpapalotl waren, wie sich auf einer Rekonstruktionszeichnung ergibt, auf beiden Seiten des Eingangs an jeweils zwei Pilastern je zwei Schneckenhörner übereinander im Relief abgebildet. Daraus wird geschlossen, der gesamte Tempel könnte der Schneckentrompete gewidmet gewesen sein.
Weitere Darstellungen aus der klassischen Epoche in Teotihuacán lassen erkennen, dass das Schneckenhorn eine wesentliche Funktion bei mit Wasser und Fruchtbarkeit verbundenen Kulten hatte. So flankieren zwei Schneckenhörner auf einem Wandbild im Palast von Tetitla den Regengott Tlaloc, dessen Mund eine Seerose bildet. Ferner wurde die Schneckentrompete bei Menschenopfern verwendet, worauf die Wandmalereien im „weißen“ Patio des Atetelco-Palasts hinweisen. Sie zeigen Priester, die Schneckentrompeten halten, andere Priester, die mit Opfermesser in den Händen tanzen und Raubkatzen, die Menschenherzen fressen.
Entsprechendes belegen die um 1000 n. Chr. entstandenen toltekischen Felsmalereien von „Mateo A. Saldaña“ in Ixtapantongo (auch als „Cañada del Diablo“ im Valle del Bravo lokalisiert) im Bundesstaat México. Dort zeigt eine Szene einen Priester, der neben dem Körper einer geopferten Frau steht, der er den Kopf abgetrennt und das Herz herausgenommen hat. Rechts daneben sitzen drei Priester in einer Reihe, der mittlere bläst ein Schneckenhorn und die beiden seitlichen blasen eine „Trompete“, wahrscheinlich eine Vorsatzflöte.
Bei den Azteken sind Schneckenhörner allgegenwärtig, wenn es um Fruchtbarkeit und den Ursprung des Lebens geht. Quetzalcoatl, bei den Azteken der Gott der Gelehrsamkeit, des Windes und ein Schöpfergott, erschuf die Menschheit, als er das Schneckenhorn blies, das zuvor dem Herrscher der Unterwelt gehört hatte. Am Tempel für den Herrn der Schöpfung ließen die Azteken das Schneckenhorn viermal am Tag zusammen mit anderen Instrumenten ertönen, um den König zur religiösen Übung zu rufen. Die Götter wurden auch sonst typischerweise mit lauter Musik angerufen. Die Azteken kannten zwar keine Saiteninstrumente, aber einige Blasinstrumente, um verschiedene Tonhöhen zu erzeugen. Neben dem Schneckenhorn waren dies eine Pfeife (chichtli), eine Spaltflöte (tlapitzalli) und eine Gefäßflöte aus Ton (huilacapiztli).

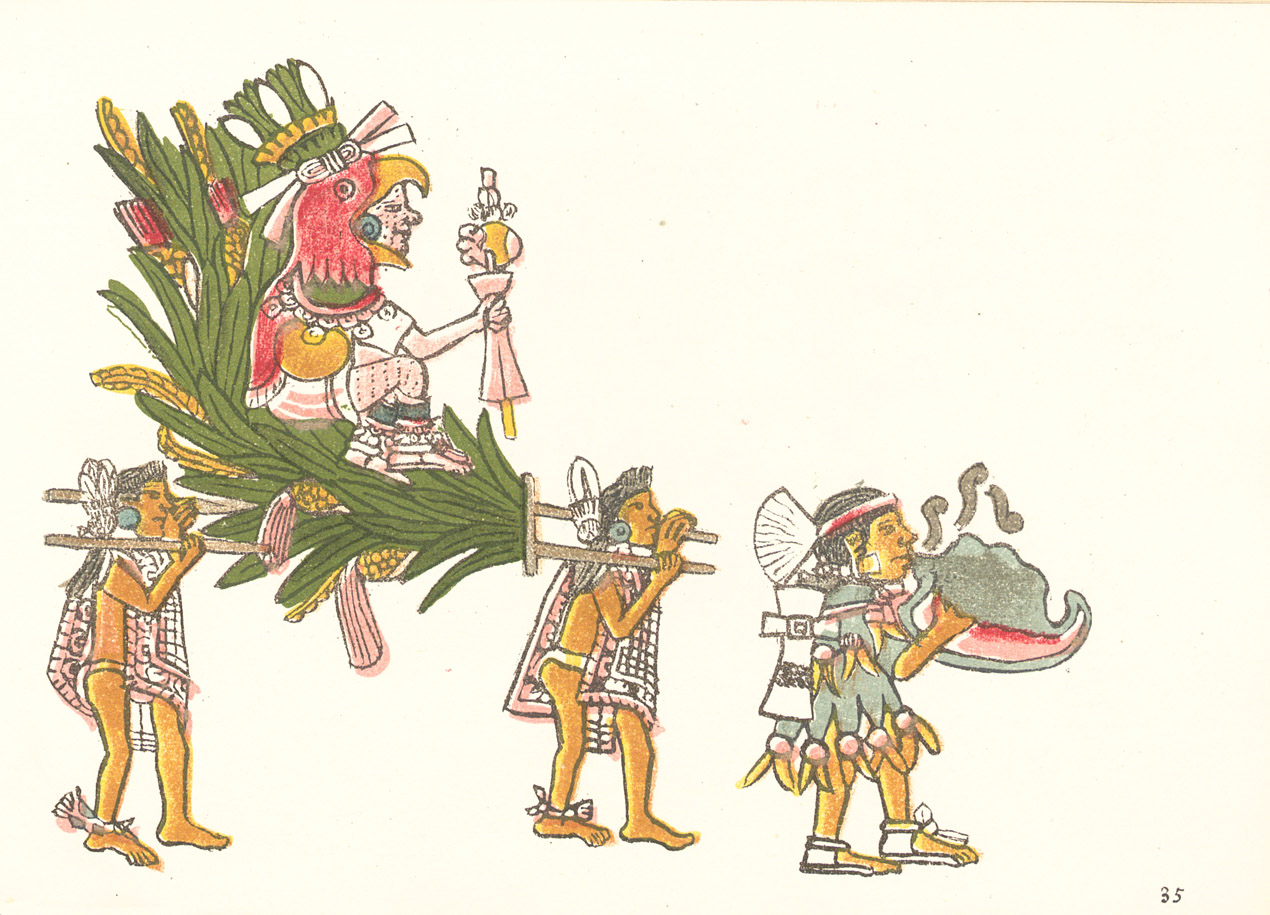
Codex Magliabechiano der Azteken. Prozession mit einem Priester an der Spitze, der ein Schneckenhorn (Strombus gigas) bläst. Fol. 35r, Anfang 16. Jahrhundert

Wie auch seine Priester besaß Quetzalcoatl das Attribut Ehecacozcatl, das auf den Abbildungen am Hals der Gottheit oder des Priesters hängt. Das Ehecacozcatl besteht aus einem quer herausgeschnittenen Segment eines Schneckenhorns. Die innen spiralige und außen oft sternförmige Scheibe war mit Symbolen und Schriftzeichen bemalt. Es sind auch Tonfiguren aus der Mitte des 1. Jahrtausends (Colima-Phase) erhalten, die mit solchen Miniatur-Ehecacozcatl in den Händen modelliert sind. Des Weiteren wurden im Gebiet der Nordwestküste Mexikos zahlreiche aus Ton detailgenau in Originalgröße nachgebildete Schneckenhörner aus der Zeit zwischen 300 und 800 n. Chr. gefunden.
Im großen Tempel der Azteken-Hauptstadt Tenochtitlan wurden zwei Große Fechterschnecken (Strombus gigas) gefunden; eine davon gehörte zum aztekischen Regen- und Fruchtbarkeitsgott Tlaloc, die andere zum Sonnen- und Kriegsgott Huitzilopochtli. Beide weisen ausnahmsweise keine Spuren von Bemalung oder sonstiger Bearbeitung auf. Zum Fundzusammenhang gehören Objekte aus den Bereichen Wasser, Erde und Unterwelt. In etlichen Codices aus der ersten Zeit nach der spanischen Eroberung sind Strombus gigas abgebildet, die von Priestern bei Prozessionen für verschiedene Götter geblasen werden. Nach anderen Quellen kamen Schneckenhörner auch im Krieg zum Einsatz, um den Feind zu erschrecken.
Aus der klassischen Periode der Maya im 1. Jahrtausend sind Schneckenhörner der Arten Lobatus costatus, (früher Strombus costatus) und Triplofusus giganteus erhalten. Manche Schneckenhörner der Maya besitzen Fingerlöcher. Angeführt werden Exemplare mit einem, zwei, vier und sechs Fingerlöchern. Hinweise wie und mit welchem musikalischen Ergebnis diese Schneckenhörner gespielt wurden, gehen aus den schriftlichen Quellen der Maya nicht hervor. Vier oder sechs Fingerlöcher sind mehr, als für den schlichten Einsatz als Signalinstrument benötigt werden.
Die Maya verehrten einen Gott des Schneckenhorns namens Uc-Zip, der in einem zwischen 300 und 500 n. Chr. datierten Schneckenhornfund repräsentiert wird. In der nachklassischen Periode (nach 900 n. Chr.) war Uc-Zip für die Jagd zuständig. Das 21,5 Zentimeter lange Objekt ist farbig bemalt: Das Schneckengehäuse insgesamt bildet den Kopf von Uc-Zip, ein Höcker stellt die Nase dar und ein Fingerloch das rechte Auge. Das zweite Fingerloch an der Seite wird von einer eingeritzten Figur in den Händen gehalten, die auf einem Thron sitzt und vom Zeichen für „Mond“ umgeben ist. Dazu passt eine Glyphe, die Balam-U-Xib („Jaguar-Mond-Herrscher“) bedeutet und sich vermutlich auf einen der in der heiligen Schrift Popol Vuh erwähnten Zwillingsbrüder Hunahpú und Ixbalanqué bezieht, die nach ihrem Sieg über die Mächte der Unterwelt zu Sonne und Mond wurden. Das Schneckenhorn stand bei den Maya auch mit der Unterweltgottheit Pauahtun (Gott N), die über die vier Himmelsrichtungen herrscht, in Beziehung, wie einige Vasenmalereien aus der klassischen Periode zeigen.
Die Mixteken im Süden Mexikos standen zur Zeit der spanischen Eroberung unter der Kontrolle der Azteken. Aus präkolumbischen Quellen (Codices), archäologischen Funden und Berichten der ersten Spanier ist einiges über ihre Musik in der klassischen Periode zu erfahren. Die am häufigsten verwendeten Blasinstrumente waren Flöte, Schneckenhorn und eine Kalebassentrompete mit einem Mirliton über einem Loch in der Mitte. Hinzu kam eine einfellige hölzerne Trommel. Wenn die Mixteken im Begriff waren, eine Schlacht zu verlieren, dann blies ihr Anführer als Zeichen der Kapitulation eine Schneckentrompete. Mehrere Schneckenhörner, Rohrflöten und diverse Idiophone wurden zur Einführung eines neuen Königs gespielt.
In Guatemala wurden zwei um 500 n. Chr. datierte Schneckenhörner mit der exakt gleichen Länge von 36,5 Zentimetern gefunden. Die ebenfalls übereinstimmende Dekorierung mit umlaufend eingeritzten Ringen lässt darauf schließen, dass sie von Priestern paarweise verwendet wurden. Das auch in einigen Malereien erkennbare paarweise Spiel der Schneckenhörner war in Mexiko allgemein üblich.
Die Azteken und andere zu den Nahua gezählten Völkern nannten das Schneckenhorn atecocoli (auch atecuculli), auf Purépecha (Tarascan) hieß es puuaqua und auf Zapotekisch paatáotocuècheni (auch paniçatàopáni). Andere Bezeichnungen – teilweise nach Form und Verwendungszweck unterschieden – waren tepuzquiquiztli, tecciztli (Instrument der Priester) und quiquiztli (große Signaltrompete im Krieg, auch von Priestern verwendet).
Paquimé (Casas Grandes) ist eine archäologische Ausgrabungsstätte im nordmexikanischen Bundesstaat Chihuahua, die zur Pueblo-Kultur gehörte und vom 12. bis zum 15. Jahrhundert ihre Blütezeit erlebte. Im Unterschied zu allen anderen mittelamerikanischen Fundstätten wurden hier Meeresschnecken in der enormen Zahl von annähernd vier Millionen Stück in unterschiedlichen Größen entdeckt, die zu knapp 70 Arten gehören. Die nächstgelegene Küste am Golf von Kalifornien liegt 400 Kilometer westlich. Wozu die Schnecken dienten, ist unklar. Spekuliert wurde über deren Verwendung in Tauschgeschäften oder – für Michael E. Whalen (2013) wahrscheinlicher – im Zusammenhang mit magisch-religiösen Vorstellungen als ein Speicher von Macht, der eine Schutzwirkung auf die Umgebung ausübt.
Einige Ethnien in Mexiko verwenden noch heute Schneckenhörner. Die bis zu 20.000 Angehörige zählenden Huicholen in den Bergen der Sierra Madre Occidental bewahren Reste einer präkolumbischen Tradition und halten wie die Pueblos das Schneckenhorn (ku’ra) für ein heiliges Instrument. Der Naturforscher und Ethnologe Carl Lumholtz beobachtete 1898 den Einsatz von Schneckenhörnern als Musikinstrument bei einer Zeremonie zur Aussaat von Mais kurz vor Beginn der Regenzeit. Bei diesem Fruchtbarkeitskult wurden Schneckenhörner fünfmal bei Tag und fünfmal bei Nacht als Huldigung an die Götter – verbunden mit der Bitte um Regen – geblasen. Danach wurden sie in einen weit von den Feldern entfernten Tempel gebracht, wo sie während der Regenzeit bis zur nächsten Zeremonie verblieben.
Die Lacandonen in Chiapas sind ein weiteres indigenes Volk mit präkolumbischen Traditionen. Ihr ha ech genanntes Schneckenhorn fertigen sie aus Strombus gigas. Der US-amerikanische Anthropologe Alfred M. Tozzer beschrieb 1907 das bedeutende Erneuerungsritual der heiligen Tongefäße (ollas) zum Verbrennen von Räucherwerk. In einer Phase des langwierigen Rituals geht der Priester von der heiligen Hütte Richtung Osten und bläst fünfmal lang das Schneckenhorn, um die Götter einzuladen. Abschließend bläst er nochmals das Schneckenhorn. Mit dem Ritual werden die heiligen Räucherwerkgefäße und die Zeremonialtrommel k’ayom in einem symbolisierten zyklischen Verlauf des Lebens erneuert. Die Schneckentrompete wird in die vier Himmelsrichtungen und in das spirituelle Zentrum geblasen, um alle Götter anzurufen. Die Zahl Fünf ist bei den Huichol von entsprechender symbolischer Bedeutung. Bei den Lacandonen gilt die Schneckentrompete als männliches Instrument und sollte vor den Blicken der Frauen ferngehalten werden.

### Südamerika

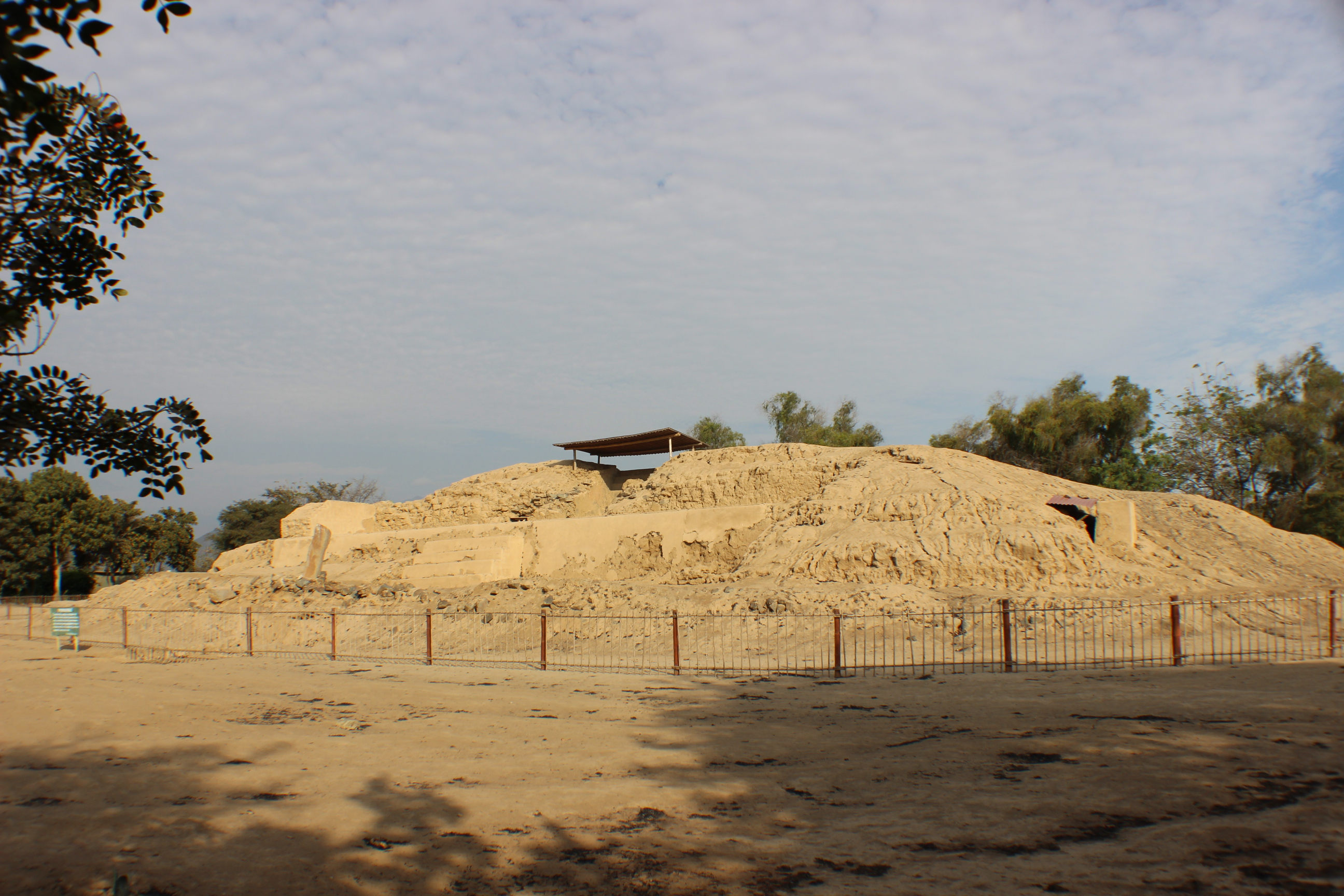
Ausgrabungsstätte Punkurí im Distrikt Nepeña, in der in einem 2200–1900 v. Chr. datierten Grab eines der frühesten Schneckenhörner gefunden wurde.

In der neben den Azteken und Maya dritten großen präkolumbischen Hochkultur der Inka, deren Zentrum im Hochland von Peru lag, spielte die Musik eine gleichermaßen zentrale Rolle für die religiösen Rituale und den gesellschaftlichen Zusammenhalt. Während die einige Jahrtausende v. Chr. vermutlich in den zentralen Anden aufgetauchte Panflöte später durch Handel und Eroberungen der Inkas bis Patagonien im Süden und Panama im Norden verbreitet wurde, gelangte das Schneckenhorn (Titanostrombus galeatus) von der Karibik (Panama) und von Ecuador durch Fernhandel auf und über die Anden und bis weit in den Süden.
An der Küste Perus kommen kaum Schneckenhörner vor, dennoch wurden sie häufig in den zentralen Anden ausgegraben, ebenso verzierte Nachbildungen aus Ton. Archäologischen Funden zufolge gab es in Peru Schneckenhörner im menschlichen Gebrauch früher als in Mexiko und Jahrtausende vor dem Inka-Reich (13.–16. Jahrhundert). Vielleicht ab dem 3. Jahrtausend, mindestens ab dem 2. Jahrtausend v. Chr. bis zur Ankunft der Spanier im Jahr 1532 transportierten Menschen von der Südküste Ecuadors Muscheln der Gattungen Spondylus und Strombus zunächst in die ecuadorianischen Anden und später, ab etwa 100 v. Chr., an die gesamte Küste und ins Hochland von Peru. Als eines der Handelszentren für den Export, der sich ab dem 1. Jahrhundert v. Chr. bis zum Titicacasee an der Südgrenze Perus erstreckte, gilt die Santa-Elena-Halbinsel im Süden Ecuadors. Auf dieser Halbinsel wurden in der archäologischen Stätte Real Alto die ältesten bearbeiteten Schneckenhörner ausgegraben. Sie werden nach dem 2002 veröffentlichten Bericht um 3600 v. Chr. datiert, also kurz nach der Einführung der Landwirtschaft und dem ersten Bau von Siedlungen. Der peruanische Archäologe Julio Tello fand bereits 1933 in der Ausgrabungsstätte Punkurí im Distrikt Nepeña im Grab einer erwachsenen Frau ein Schneckenhorn. Vermutlich fand dort zwischen 2200 und 1900 v. Chr. eine rituelle Beisetzung statt.

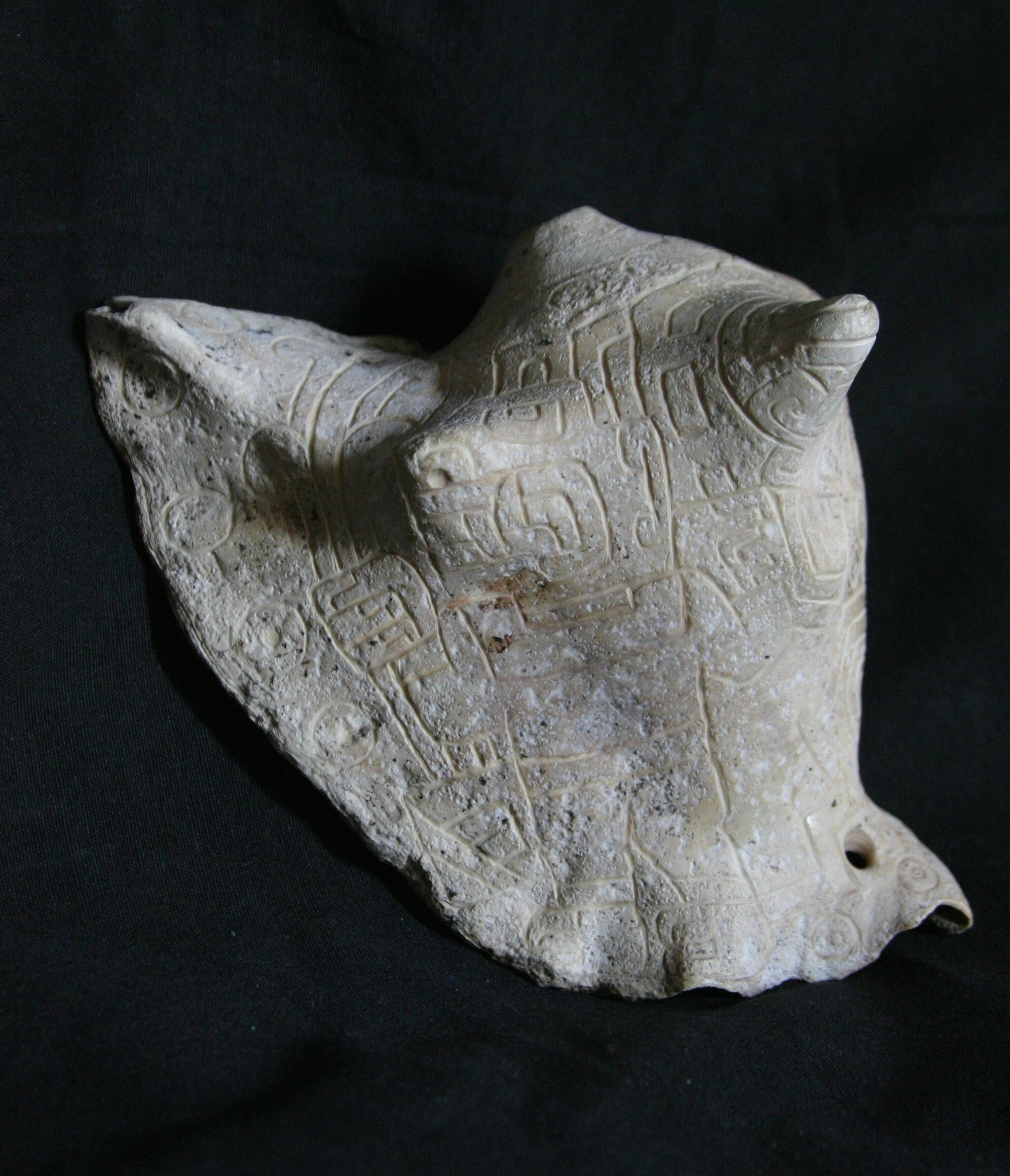
Pututu der Chaví-Kultur aus Chavín de Huántar, 1000–500 v. Chr., Gattung Strombus, graviert.

Als früher Fund eines verzierten Schneckenhorns wird häufig ein Exemplar von Titanostrombus galeatus aus der Nähe der Stadt Chiclayo genannt. Darauf ist eine Ritzzeichnung einer der Chavín-Kultur ähnlichen Gottheit zu sehen, die in ein Schneckenhorn bläst. Das 23 Zentimeter lange Objekt besitzt ein Anblasloch an der Spitze und an der Öffnung ein Loch, durch das eine Trageschnur gezogen werden konnte. Chavín war eine bedeutende Prä-Inka-Kultur während des gesamten 1. Jahrtausends v. Chr. Andere Funde sind noch älter als die Chavín-Kultur oder werden dieser zugerechnet. Aus dieser Zeit stammt auch ein Exemplar der ecuadorianischen Muschelart Malea ringens, das im nördlichen Peru an der Ostseite der Anden gefunden wurde. Die peruanischen Schneckenhörner werden mit dem Quechua-Namen pututu, manchmal auch als wayyla kepa bezeichnet.
In der für die Kultur namensgebenden, hoch in den Anden gelegenen Ruinenstätte Chavín de Huántar gruben im Jahr 2001 Archäologen 20 erhaltene Schneckenhörner der Gattung Strombus aus, die von Priestern in Gruppen rituell geblasen wurden. Der Ort ist für eine ausgedehntes Netz von Tunneln und künstlichen Höhlen bekannt, in denen vermutlich Rituale stattfanden, deren spirituelle Bedeutung wesentlich durch den besonderen Klang der Schneckenhörner in den unterirdischen Räumen geprägt wurde.
Schneckenhörner waren mit dem Priestertum von Chavín de Huántar verbunden und stellten ein Symbol der obersten Gottheit dar, die im „Alten Tempel“ durch die Granitstele Lanzón repräsentiert wurde. Die über eine große Distanz von der Küste bis in diese abgelegene Bergregion transportierten pututus wurden sehr sorgfältig mit Mustern graviert und bemalt, bis sie zu einem tragbaren und wirkmächtigen huaca wurden. Ein huaca ist ein religiös verehrter Gegenstand oder eine Struktur in der Landschaft (Felsformation) mit einer magischen Ausstrahlung.
Die Musikarchäologin Mélanie Ferras (2018) interpretiert die symbolische Bedeutung der Schneckenhörner in Chavín de Huántar. Demnach besitzen die Menschen Macht, wenn sie das Schneckenhorn als Symbol des Wassers blasen. Sie üben so die Kontrolle über das Wasser aus, beherrschen dieses natürliche Element und durch den lautstarken Klang des Horns können sie willentlich das mächtige Rauschen des Wassers verkörpern. Die Priester ließen auch Wasser durch Kanäle in der Tempelanlage fließen, die zum Gesamtklang beitrugen und Chavín de Huántar als „klingenden Tempel“ bekannt machten. Die Kerben am unteren Rand der Chavín-Schneckenhörner, die bei manchen durch auf sie zulaufende Rillen betont werden, lassen sich als Flügelfedern interpretieren, wodurch dem Element Wasser wirkungsverstärkend noch die Luft hinzugefügt wird.

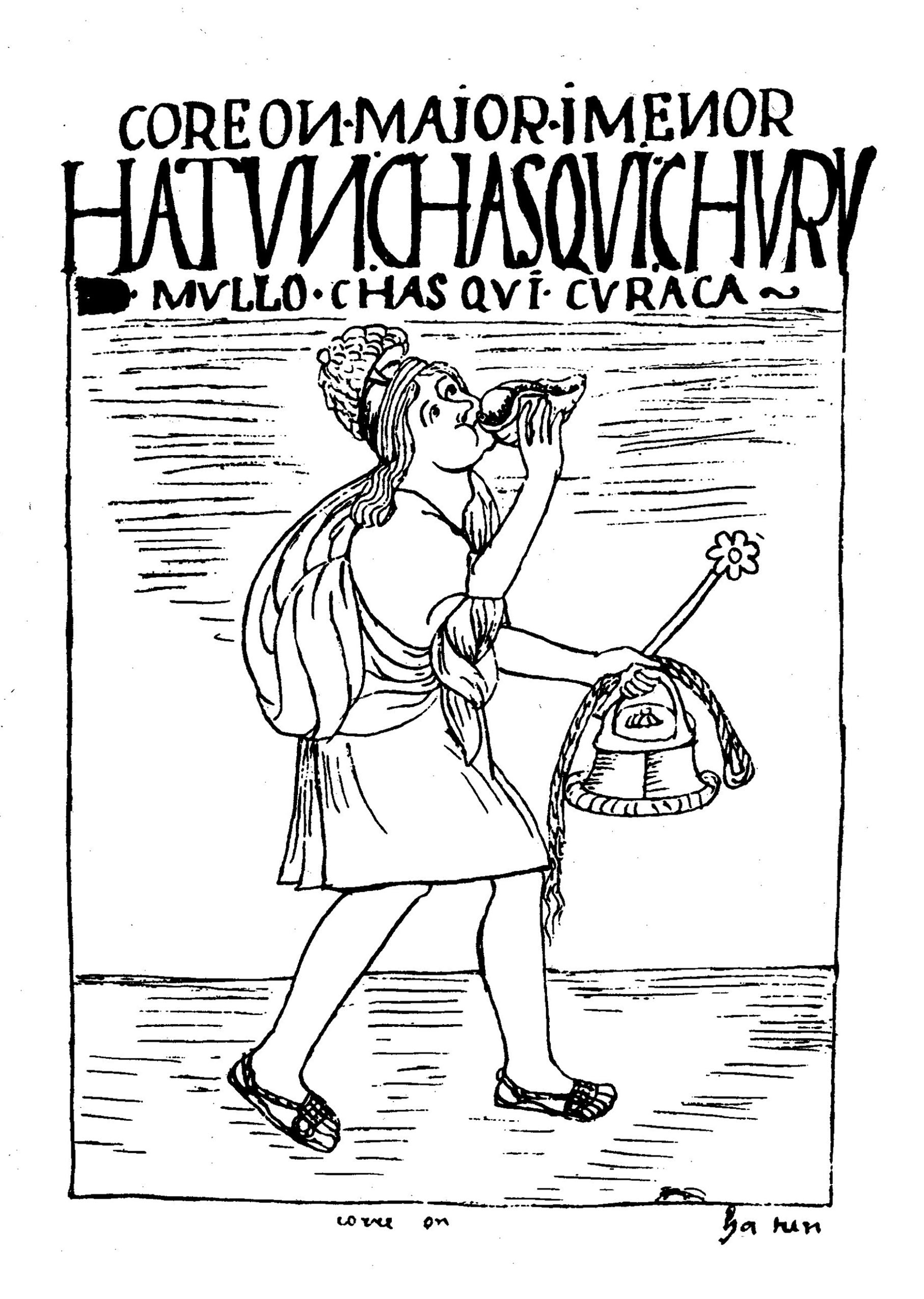
Chaski, ein Nachrichtenübermittler der Inkas mit einem pututu, der Knotenschrift quipu und der Tasche qipi. Zeichnung von Waman Puma de Ayala, 1616

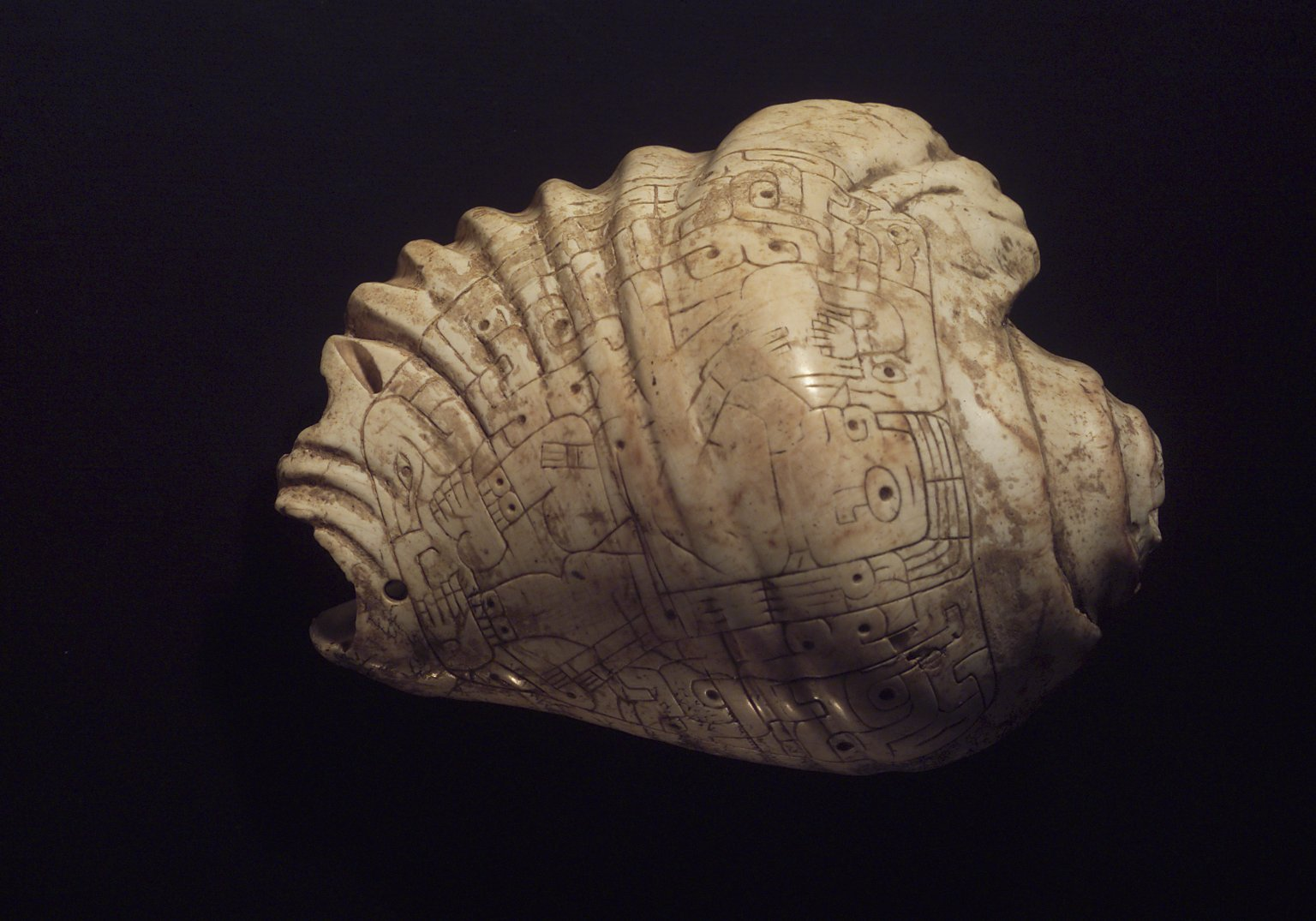
Pututu der Chaví-Kultur aus Chavín de Huántar, 400–200 v. Chr., Gattung Strombus, graviert und am Rand gekerbt

Auf die Chavín-Kultur folgte vom 2. bis zum 8. Jahrhundert an der Nordküste Perus die Moche-Kultur. In dieser Zeit waren Schneckentrompeten weit verbreitet, sie sind auch auf anthropomorphen Tongefäßen dargestellt. Die Moche-Kultur ist für ihre qualitätvollen Keramikarbeiten bekannt, zu denen etliche gefundene Nachbildungen von Schneckenhörnern gehören. Die Herstellung von Ton-Nachbildungen begann weit später als der Gebrauch natürlicher Schneckenhörner. Das älteste bekannte Ton-Objekt ist unbekannter Herkunft und gehört stilistisch zur Chavín-Kultur. Nach der Thermolumineszenzdatierung wurde es um 300 v. Chr. angefertigt. Unklar ist, ob die natürlichen Schneckenhörner zu teuer waren oder ob es Transportprobleme gab. Die im Nationalmuseum in Lima aufbewahrten Ton-Schneckenhörner sind 16 bis 17 Zentimeter lang und besitzen eine Anblasöffnung am Ende. Bis auf ein rotes Objekt (Malea ringens, um 6. Jahrhundert) sind sie beige glasiert. Bei manchen figürlichen Gestaltungen wächst aus dem rundbauchigen Schneckenhorn ein Dämon mit langen Zähnen und einem Schwanz oder es sitzt ein Affe darauf. Häufig kommen in der Moche-Kultur auch Gefäßflöten aus Ton vor. Die skeuomorphen Tonobjekte der Moche-Kultur wurden wahrscheinlich rituell verwendet, denn die meisten stammen aus Gräbern.
Die nachfolgenden Inka führten viele Traditionen fort und große Schneckenhörner blieben bis zur Ankunft der Spanier ein bevorzugtes Kultinstrument, wurden aber nicht musikalisch als Melodieinstrument verwendet. Zwei um 1500 datierte Funde (Malea ringens und Lobatus galeatus) zeigen, dass ein Mundstück mit Wachs angeklebt war. Beide Exemplare besitzen ein Loch am Rand für eine Trageschnur. Die Schneckenhörner wurden vorwiegend im Krieg eingesetzt, daneben für friedliche Zwecke als Signalinstrument und bei Initiationsriten. Außerdem überbrachte ein schneller Läufer, Chaski, Nachrichten und blies ein pututu, um sich anzukündigen. Über diese Verwendungen berichten frühe spanische Chronisten wie Cristóbal de Molina (1529–1585).
Noch heute werden in Peru von manchen Quechua Schneckenhörner bei Gottesdiensten geblasen, in der Region Cusco auch von Dorfoberhäuptern als Signal für Versammlungen. Ebenso werden in einigen Hochlandprovinzen in Ecuador Schneckenhörner (churu oder quipa) als Aufruf für festliche Anlässe verwendet.
Das indigene Volk der Warao in Venezuela an der Karibikküste verwendet die Art Lobatus gigas als Signal beim Fischen, für Todesnachrichten und zur Ankündigung von Festen. In der Region Barlovento in Venezuela werden Schneckenhörner (trompetas de caracol oder guaruras) in einem Ensemble mit mehreren aus Afrika stammenden Trommeln eingesetzt.
Als Mitglieder des indigenen Volks der Ye’kuana (auch Maquiritare), das in der Serra Parima weit von der Küste entfernt im Süden Venezuelas lebt, 1949 zu einer Musikaufnahme gebeten wurden, hatten sie bis dahin noch keine Europäer gesehen. Sie schlugen eine zweifellige Zylindertrommel mit V-förmiger Verspannung, von der unklar ist, ob sie diesen Trommeltyp bereits in präkolumbischer Zeit besaßen oder ob er durch Vermittlung von der karibischen Küste zu ihnen gelangte. Dazu bliesen sie ein großes Schneckenhorn.